# 名古屋市の地名
- 愛知県 > 名古屋市 > 地名

本項名古屋市の地名（なごやしのちめい）では、愛知県名古屋市に存在する、またはかつて存在した町名を行政区別に一覧化するとともに、市制及び町村制施行以降の同市内の町名の変遷について記述する。

## 地名の変遷 （1889年～1937年）
括弧内は、数字は発足年・消滅年、地名は「大字」の項のみ旧自治体名、それ以外は旧町・大字名である。以後、1937年分まで行政区を区別せずに記載する。

### 名古屋市制当初の地名
1889年10月1日、名古屋区270町余の区域から名古屋市が発足。その当時の町名を列挙する。
- 本町
- 玉屋町
- 鉄砲町
- 末広町
- 久屋町
- 南久屋町
- 関鍛冶町
- 小市場町
- 南鍛冶屋町
- 大津町
- 朝日町
- 南大津町
- 伊勢町
- 鶴重町
- 南伊勢町
- 呉服町
- 針屋町
- 南呉服町
- 七間町
- 富沢町
- 住吉町
- 上長者町
- 下長者町
- 八百屋町
- 長島町
- 島田町
- 南長島町
- 桑名町
- 桶屋町
- 南桑名町
- 伏見町
- 伊倉町
- 南伏見町
- 上園町
- 下園町
- 南園町
- 皆戸町
- 材木町
- 木挽町
- 天王崎町
- 南外堀町
- 和泉町
- 茶屋町
- 京町
- 中市場町
- 車町
- 小田原町
- 西魚町
- 東魚町
- 梅枝町
- 西万町
- 東万町
- 研屋町
- 西菅原町
- 菅原町
- 桜町
- 東桜町
- 伝馬町（1908年西区伝馬町に移行）
- 宮町
- 神楽町
- 袋町
- 東袋町
- 宝町
- 本重町
- 東本重町
- 園井町
- 蒲焼町
- 新柳町
- 栄町
- 入江町
- 横三ツ蔵町
- 月見町
- 大坂町
- 西瓦町
- 池田町
- 竪三ツ蔵町
- 中ノ町
- 白川町
- 矢場町
- 南武平町
- 南瓦町
- 西洲崎町
- 松重町
- 役割町
- 東角町
- 富岡町
- 常盤町
- 音羽町
- 永楽町
- 花園町
- 城代町
- 日出町
- 若松町
- 榎町
- 梅園町
- 吾妻町
- 根津町
- 天王町
- 西角町
- 岩井町
- 金沢町
- 上日置町
- 東洲崎町
- 鶯谷町
- 前塚町
- 下堀川町
- 門前町
- 橘町
- 古渡町
- 下日置町
- 旅籠町
- 上堀川町
- 西脇町
- 葛町
- 古郷町
- 蛭子町
- 裏門前町
- 正木町
- 東橘町
- 梅川町
- 飴屋町
- 下茶屋町
- 伊勢山町
- 下前津町
- 不二見町
- 上前津町
- 春日町
- 小林町
- 三輪町
- 鍋屋町
- 土居下町
- 西二葉町
- 東二葉町
- 清水町
- 長久寺町
- 東芳野町
- 東外堀町
- 長塀町
- 白壁町
- 主税町
- 橦木町
- 東片端町
- 武平町
- 石町
- 上竪杉町
- 杉ノ町
- 富士塚町
- 飯田町
- 相生町
- 赤塚町
- 坂上町
- 大曽根町
- 八軒家町
- 森下町
- 前ノ町
- 東白壁町
- 山口町
- 東主税町
- 平田町
- 東橦木町
- 竪代官町
- 筒井町
- 新出来町
- 古出来町
- 百人町
- 黒門町
- 東矢場町
- 城番町
- 車道東町
- 裏筒井町
- 手代町
- 往還町
- 石神堂町
- 水筒先町
- 車道町
- 布池町
- 添地町
- 板屋町
- 辰巳町
- 南辰巳町
- 春庵横町
- 葵町
- 萱屋町
- 奥田町
- 東田町
- 安房町
- 下奥田町
- 白山町
- 流川町
- 東瓦町
- 宮出町
- 小川町
- 松山町
- 舎人町
- 七小町
- 高岳町
- 南小川町
- 東新道町
- 東門前町
- 芳野町
- 下竪杉町
- 駿河町
- 横代官町
- 七曲町
- 南新町
- 西新町
- 東新町
- 樋ノ口町
- 数寄屋町
- 庭町
- 手木町
- 山神町
- 五平蔵町
- 泥町
- 吹出町
- 上仲町
- 新屋敷町
- 俵町
- 紙漉町
- 江中町
- 前ノ川町
- 北鷹匠町
- 北野町
- 柳町
- 台所町
- 江川横町
- 江川町
- 花ノ木町
- 白塀町
- 押切町
- 八坂町
- 平野町
- 馬喰町
- 上浅間町
- 下浅間町
- 北駅町
- 奉公人町
- 南駅町
- 江戸屋町
- 枝郷町
- 藪下町
- 明道町
- 千歳町
- 上畠町
- 浅間町
- 堀詰町
- 南鷹匠町
- 塩町
- 小舟町
- 六句町
- 井桁町
- 隅田町
- 比米町
- 五条町
- 橋詰町
- 裏塩町
- 大船町
- 沢井町
- 替地町
- 小鳥町
- 花車町
- 東柳町
- 西柳町
- 船入町
- 江川端町
- 新道町
- 外田町
- 南禰宜町
- 蘇鉄町
- 内屋敷町
- 納屋町
- 水主町
- 深井町
- 禰宜町
- 笹島町
- 北禰宜町
- 泥江町
- 長畝町

### 明治期に編入した大字・町名
ここでは、市制施行後明治期の間に愛知郡内の町村から編入して成立した大字・町名について説明する。
御器所村の一部（1896年編入）
- 前津小林[注釈 1]

那古野村（1898年編入）
- 下名古屋（1902年廃止）
- 南押切
- 広井（1902年廃止）

古沢村の一部（1898年編入）
- 東古渡町

このとき古沢村の残部（大字東熱田）は愛知郡熱田町に編入された。
熱田町（1907年編入）
大字東熱田・西熱田はそれぞれ熱田東町・熱田西町に改称し、その他の地域は編入後1939年までそれぞれ「熱田」を冠していた。
- 木之免町
- 内田町
- 須賀町
- 市場町
- 中瀬町
- 新宮坂町
- 富江町
- 伝馬町
- 神戸町
- 大瀬子町
- 白鳥町
- 田中町
- 旗屋町
- 新尾頭町
- 尾頭町
- 羽城町
- 熱田西町（旧・愛知郡熱田町西熱田）
- 熱田東町（旧・愛知郡熱田町東熱田）

小碓村の一部（1907年編入）
- 熱田新田東組（旧宝田村）
- 千年（旧宝田村）
- 稲永新田（旧寛政村）
- 熱田前新田（旧寛政村）

### 1907年までの町名設置
主に大字地区で町名設置が行われた。
- 那古野町（1902年、下名古屋）
- 早苗町（1902年、下名古屋）
- 菊井町（1902年、下名古屋）
- 南押切町（1902年、南押切）
- 広井町（1902年、広井）
- 上笹島町（1902年、広井）
- 下笹島町（1902年、広井）
- 下広井町（1902年、広井）
- 堀内町（1902年、広井）
- 志摩町（1902年、広井）
- 米屋町（1902年、広井）
- 島崎町（1902年、広井）
- 新栄町（1907年、辰巳町・葵町・車道町・車道東町・春菴横町・水筒先町・七曲町・西新町・東田町・南小川町・南新町・南辰巳町・南久屋町・南武平町・宮出町）

### 行政区の設置
1908年、市内に中区・東区・西区・南区の4つの行政区が設置された。ここではそれぞれの区の設置当時の町名を列挙する。

#### 中区
- 鉄砲町
- 末広町
- 南久屋町
- 南鍛冶屋町
- 南大津町
- 南伊勢町
- 南呉服町
- 住吉町
- 八百屋町
- 南長島町
- 南桑名町
- 南伏見町
- 南園町
- 材木町
- 天王崎町
- 栄町
- 入江町
- 横三ツ蔵町
- 月見町
- 大坂町
- 西瓦町
- 池田町
- 竪三ツ蔵町
- 中ノ町
- 白川町
- 矢場町
- 南武平町
- 南瓦町
- 西洲崎町
- 松重町
- 役割町
- 東角町
- 富岡町
- 常盤町
- 音羽町
- 永楽町
- 花園町
- 城代町
- 日出町
- 若松町
- 榎町
- 梅園町
- 吾妻町
- 根津町
- 天王町
- 西角町
- 岩井町
- 金沢町
- 上日置町
- 東洲崎町
- 鶯谷町
- 前塚町
- 下堀川町
- 門前町
- 橘町
- 古渡町
- 下日置町
- 旅籠町
- 上堀川町
- 西脇町
- 葛町
- 古郷町
- 蛭子町
- 裏門前町
- 正木町
- 東橘町
- 梅川町
- 飴屋町
- 下茶屋町
- 伊勢山町
- 下前津町
- 不二見町
- 上前津町
- 春日町
- 小林町
- 三輪町
- 車道町
- 南辰巳町
- 春庵横町（1911年老松町に編入され廃止）
- 奥田町
- 東田町
- 下奥田町
- 白山町
- 流川町
- 東瓦町
- 宮出町
- 南小川町
- 七曲町
- 南新町
- 西新町
- 南禰宜町
- 蘇鉄町
- 内屋敷町
- 納屋町
- 水主町
- 禰宜町
- 笹島町
- 北禰宜町
- 泥江町
- 前津小林（1911年廃止）
- 東古渡町
- 下笹島町
- 下広井町
- 新栄町

#### 東区
- 久屋町
- 関鍛冶町
- 小市場町
- 大津町
- 朝日町
- 伊勢町
- 鶴重町
- 呉服町
- 針屋町
- 七間町
- 富沢町
- 南外堀町
- 京町
- 中市場町
- 西魚町
- 東魚町
- 梅枝町
- 研屋町
- 桜町
- 東桜町
- 宮町
- 神楽町
- 東袋町
- 宝町
- 東本重町
- 蒲焼町
- 鍋屋町
- 土居下町（1911年西二葉町、西区南外堀町に編入され廃止）
- 西二葉町
- 東二葉町
- 清水町（1921年西春日井郡清水町の一部を編入）
- 長久寺町
- 東芳野町
- 東外堀町
- 長塀町
- 白壁町
- 主税町
- 橦木町
- 東片端町
- 武平町
- 石町
- 上竪杉町
- 杉ノ町
- 富士塚町
- 飯田町
- 相生町
- 赤塚町
- 坂上町
- 大曽根町
- 八軒家町
- 森下町
- 前ノ町
- 東白壁町
- 山口町
- 東主税町
- 平田町
- 東橦木町
- 竪代官町
- 筒井町
- 新出来町
- 古出来町
- 百人町
- 黒門町
- 東矢場町
- 城番町
- 車道東町
- 裏筒井町
- 手代町
- 往還町
- 石神堂町
- 水筒先町
- 車道町
- 布池町
- 添地町
- 板屋町
- 辰巳町（1935年中区新栄町に編入され廃止）
- 葵町
- 萱屋町
- 安房町
- 小川町
- 松山町
- 舎人町
- 七小町
- 高岳町
- 東新道町
- 東門前町
- 芳野町
- 下竪杉町
- 駿河町
- 横代官町
- 七曲町
- 西新町
- 東新町

#### 西区
- 本町（1929年廃止）
- 玉屋町（1929年廃止）
- 上長者町
- 下長者町
- 長島町
- 島田町
- 桑名町
- 桶屋町
- 伏見町
- 上園町
- 下園町
- 皆戸町
- 木挽町
- 南外堀町
- 和泉町
- 茶屋町
- 車町
- 小田原町
- 西万町
- 東万町
- 西菅原町
- 菅原町
- 伝馬町
- 袋町
- 本重町
- 園井町
- 新柳町（1936年廃止）
- 竪三ツ蔵町
- 樋ノ口町
- 数寄屋町
- 庭町
- 手木町
- 山神町
- 五平蔵町
- 泥町
- 吹出町
- 上仲町
- 新屋敷町
- 俵町
- 紙漉町
- 江中町
- 前ノ川町
- 北鷹匠町
- 北野町
- 柳町
- 台所町
- 江川横町
- 江川町
- 花ノ木町
- 白塀町
- 押切町
- 八坂町
- 平野町
- 馬喰町
- 上浅間町
- 下浅間町
- 北駅町
- 奉公人町
- 南駅町
- 江戸屋町
- 枝郷町
- 藪下町
- 明道町
- 千歳町
- 上畠町
- 浅間町
- 堀詰町
- 南鷹匠町
- 塩町
- 小舟町
- 六句町
- 井桁町
- 隅田町
- 比米町
- 五条町
- 橋詰町
- 裏塩町
- 大船町
- 沢井町
- 替地町
- 小鳥町
- 花車町
- 東柳町
- 西柳町
- 船入町
- 江川端町
- 新道町
- 外田町
- 深井町
- 那古野町
- 早苗町
- 菊井町
- 南押切町
- 大字南押切
- 広井町
- 上笹島町
- 堀内町
- 志摩町
- 米屋町
- 島崎町
- 長畝町

#### 南区
- 熱田木之免町
- 熱田内田町
- 熱田須賀町
- 熱田市場町
- 熱田中瀬町
- 熱田新宮坂町
- 熱田富江町
- 熱田伝馬町
- 熱田神戸町
- 熱田大瀬子町
- 熱田白鳥町
- 熱田田中町
- 熱田旗屋町
- 熱田新尾頭町
- 熱田尾頭町
- 熱田羽城町
- 熱田西町
- 熱田東町
- 熱田新田東組
- 千年（1937年、熱田区・港区に分割）
- 稲永新田
- 熱田前新田

### 行政区設置から1937年までの町名・大字設置
ここでは1908年の行政区設置から1937年までに設置された町名および周辺町村から編入した大字を各行政区ごとに列挙する。

#### 中区
1909年に周辺の愛知郡千種町・御器所村の各一部を編入し、下記の13町が成立した。
- 塚越町（愛知郡千種町のうち中央本線以西の一部[1]）
- 西塚町（愛知郡千種町のうち中央本線以西の一部[1]）
- 宮前町（愛知郡千種町のうち中央本線以西の一部[1]）
- 西境町（愛知郡千種町のうち中央本線以西の一部[1]）
- 東陽町（愛知郡千種町のうち中央本線以西の一部[1]）
- 板橋町（愛知郡御器所村大字御器所の一部）
- 鶴舞町（愛知郡御器所村大字御器所の一部）
- 松枝町（愛知郡御器所村大字御器所の一部）
- 西松枝町（愛知郡御器所村大字御器所の一部）
- 大池町（上前津町・御器所村御器所）
- 養老町（愛知郡千種町・御器所村大字御器所の各一部）
- 千早町（愛知郡千種町・御器所村大字御器所の各一部）
- 老松町（愛知郡千種町・御器所村大字御器所の各一部）

その後も中区内の町の一部から以下の町が成立した。
- 西白山町（1911年、白山町）
- 丸田町（1911年、前津小林）
- 西川端町（1911年、前津小林・東古渡町）
- 東川端町（1911年、前津小林・東古渡町）
- 三田町（1911年、前津小林）
- 元田町（1911年、前津小林）
- 松島町（1911年、前津小林）
- 松元町（1911年、前津小林）
- 大井町（1911年、東古渡町・前津小林）
- 薮田町（1911年、東古渡町）
- 葉場町（1911年、東古渡町）
- 長岡町（1911年、東古渡町）
- 流町（1911年、東古渡町）
- 向田町（1911年、東古渡町）
- 東雲町（1913年、伊勢山町・東古渡町）
- 古沢町（1913年、伊勢山町・東古渡町）

1921年、市が周辺16町村を編入した際、以下の愛知郡1町2村が中区に編入され、下記の町名が起立した。
愛知町
- 北一色町
- 南平野町（旧愛知郡愛知町平野）
- 西日置町（旧愛知郡愛知町日置）
- 露橋町
- 米野町（1934年一部が西区に編入）
- 牧野町（1934年一部が西区に編入）

常磐村
- 岩塚町（旧岩塚村）
- 高須賀町（旧柳森村。1931年一部が西区に編入。中区内の部分は1937年中川区へ）
- 烏森町（旧柳森村）
- 八田町（旧柳森村）
- 万町（旧柳森村）
- 篠原町（旧松葉村）
- 長良町（旧松葉村）
- 四女子町（旧松葉村）
- 小本町（旧松葉村）

御器所村
- 御器所町[注釈 2]（1937年一部を昭和区へ）
- 広路町（旧広路村。1928年天白村大字八事の一部を編入。1936年一部が東区に編入）

その後も中区内で町名設置が行われ、1920年代後半になると1921年編入の地域でも町名設置が行われるようになった。
- 米浜町（1926年、葛町・下堀川町・古郷町）
- 出口町（1927年、御器所町）
- 広見町（1927年、御器所町・広路町・（南区）瑞穂町）
- 永金町（1927年、御器所町）
- 丸屋町（1927年、御器所町・広路町・（南区）瑞穂町）
- 桜山町（1927年、御器所町・広路町・（南区）瑞穂町）
- 池端町（1927年、御器所町・広路町）
- 陶生町（1927年、広路町）
- 下構町（1927年、広路町）
- 大和町（1927年、広路町）
- 広川町（1930年、露橋町・米野町・北一色町・長良町・（南区）八熊町）
- 横堀町（1930年、露橋町・西日置町・米野町）
- 東出町（1930年、露橋町・西日置町）
- 前並町（1930年、露橋町）
- 西宮町（1930年、露橋町）
- 一色通（1930年、露橋町。1934年廃止）
- 向町（1930年、露橋町）
- 花池町（1930年、八田町・岩塚町）
- 長草町（1930年、八田町・岩塚町）
- 八田本町（1930年、八田町・（南区）野田町）
- 柳瀬町（1930年、八田町）
- 清船町（1930年、篠原町・（南区）野立町）
- 富船町（1930年、長良町・四女子町・篠原町）
- 笈瀬町（1931年、北一色町）
- 舟戸町（1931年、北一色町）
- 五月通（1931年、北一色町）
- 中京通（1931年、北一色町）
- 三池町（1931年、北一色町）
- 若狭町（1931年、西日置町）
- 狭間町（1931年、御器所町）
- 東郊通（1931年、御器所町・（南区）瑞穂町）
- 都島町（1931年、御器所町）
- 滝子通（1931年、御器所町・（南区）瑞穂町）
- 高辻通（1931年、御器所町・（南区）熱田東町）
- 洲原町（1931年、御器所町）
- 吸場町（1931年、御器所町）
- 白金町（1931年、御器所町）
- 島西町（1931年、御器所町）
- 島退町（1931年、御器所町）
- 小針町（1931年、御器所町）
- 御所町（1931年、御器所町）
- 幸楽町（1931年、御器所町）
- 鎌田町（1931年、御器所町）
- 江越町（1931年、御器所町）
- 円上町（1931年、御器所町）
- 村田町（1931年、御器所町）
- 堀江町（1931年、御器所町）
- 福江町（1931年、御器所町）
- 広池町（1931年、御器所町）
- 山脇町（1931年、御器所町）
- 桜井町（1931年、御器所町）
- 天池町（1931年、御器所町）
- 檀渓通（1931年、広路町）
- 汐見町（1931年、広路町）
- 五軒家町（1931年、広路町）
- 隼人町（1931年、広路町）
- 上山町（1931年、広路町・（南区）弥富町）
- 南山町（1931年、広路町・（南区）弥富町）
- 七本松町（1932年、御器所町）
- 千種町（1932年東区千種町の一部を中区に編入。中区内の部分は1933年廃止）
- 菊里町（1933年、奥田町・下奥田町）
- 明石通（1933年、西日置町・米野町・露橋町）
- 運河通（1933年、米野町・西日置町・北一色町・南平野町）
- 九重町（1933年、米野町・北一色町）
- 月島町（1933年、米野町・西日置町）
- 百船町（1933年、米野町）
- 福住町（1933年、米野町）
- 東畑町（1933年、御器所町）
- 阿由知通（1933年、御器所町・広路町・千種町）
- 吹上町（1933年、御器所町）
- 明月町（1933年、御器所町・広路町）
- 若柳町（1933年、御器所町・広路町）
- 緑町（1933年、御器所町・広路町）
- 松風町（1933年、御器所町・広路町）
- 広瀬町（1933年、御器所町・千種町・広路町）
- 天神町（1933年、御器所町・広路町）
- 鶴羽町（1933年、御器所町・広路町）
- 台町（1933年、御器所町・広路町）
- 小桜町（1933年、御器所町・広路町）
- 小坂町（1933年、御器所町・広路町・千種町）
- 御器所通（1933年、御器所町・広路町）
- 紅梅町（1933年、御器所町・広路町）
- 北山町（1933年、御器所町・広路町）
- 恵方町（1933年、御器所町・広路町）
- 曙町（1933年、御器所町・広路町・千種町）
- 車田町（1933年、御器所町・千種町）
- 雪見町（1933年、御器所町・広路町）
- 長池町（1933年、広路町）
- 戸田町（1933年、広路町）
- 塩付通（1933年、広路町）
- 菊園町（1933年、広路町・（南区）瑞穂町）
- 荒田町（1933年、広路町）
- 藤成通（1933年、広路町）
- 柳堀町（1934年、露橋町・西日置町）
- 広住町（1934年、米野町・西日置町）
- 大清水町（1934年、御器所町）
- 木市町（1934年、御器所町）
- 八雲町（1934年、広路町）
- 滝川町（1934年、広路町）
- 川名山町（1934年、広路町）
- 楽園町（1934年、広路町）
- 山里町（1934年、広路町）
- 八事本町（1934年、広路町）
- 妙見町（1934年、広路町・（天白村）八事）
- 高峯町（1934年、広路町・（東区）田代町）
- 山手通（1934年、広路町・（東区）田代町）
- 宮東町（1934年、広路町・（東区）田代町）
- 小栗通（1934年、一色通・露橋町）
- 則武町（1934年、西区則武町の一部を中区に編入。中区内の部分は1937年中村区へ）
- 広小路通（1936年、竪三ツ蔵町・天王崎町・中ノ町・南長島町・南桑名町・八百屋町・（西区）新柳町・伊倉町・桶屋町・木挽町・島田町・下園町・下長者町・竪三ツ蔵町）
- 岩井通（1936年、岩井町・鶯谷町・裏門前町・春日町・金沢町・上日置町・上堀川町・上前津町・下堀川町・常盤町・西角町・西脇町・門前町）

#### 東区
1921年、市が周辺16町村を編入した際、以下の愛知郡1町1村および西春日井郡1町2村の旧領域が東区の所管となり、下記12町が成立した。
愛知郡千種町
- 千種町（1932年一部が中区に編入）

愛知郡東山村
- 田代町（旧田代村。東区田代町は1937年千種区に移行）
- 鍋屋上野町（旧鍋屋上野村）
- 北千種町（旧鍋屋上野村千種）

西春日井郡清水町
- 北清水町（1934年清水町に編入され廃止）

西春日井郡杉村
- 杉村町

西春日井郡六郷村
- 東大曽根町（旧六郷村大曽根）
- 上飯田町
- 下飯田町
- 山田町
- 矢田町
- 大幸町

以上の町村の編入以後、1921年に編入された地域を中心に町名設置が行われた。
- 柳原町（1921年、杉村町）
- 山田西町（1928年、山田町）
- 山田東町（1928年、山田町）
- 山田北町（1928年、山田町）
- 生駒町（1929年、杉村町）
- 大杉町（1929年、杉村町）
- 長田町（1929年、杉村町）
- 水切町（1929年、杉村町）
- 城東町（1929年、杉村町）
- 東生駒町（1929年、杉村町）
- 東大杉町（1929年、杉村町）
- 東長田町（1929年、杉村町）
- 東水切町（1929年、杉村町）
- 杉栄町（1929年、杉村町）
- 徳川町（1931年、大曽根町・新出来町）
- 花田町（1931年、千種町）
- 高松町（1931年、千種町）
- 赤萩町（1931年、千種町）
- 船附町（1932年、杉村町）
- 真畔町（1932年、下飯田町）
- 竜ノ口町（1932年、下飯田町）
- 憧旛町（1932年、下飯田町）
- 木津根町（1932年、下飯田町）
- 垣戸町（1932年、下飯田町）
- 尾上町（1932年、下飯田町）
- 織部町（1932年、下飯田町）
- 紅雲町（1932年、下飯田町）
- 石園町（1932年、下飯田町）
- 彩紅橋通（1932年、下飯田町）
- 御成通（1932年、下飯田町・上飯田町）
- 八龍町（1932年、下飯田町・上飯田町）
- 指金町（1932年、下飯田町）
- 報徳町（1932年、下飯田町）
- 古径町（1932年、下飯田町）
- 瑠璃光町（1932年、下飯田町）
- 若葉通（1932年、下飯田町）
- 平安通（1932年、下飯田町）
- 芦辺町（1932年、下飯田町）
- 若水町（1933年、千種町）
- 振甫町（1933年、千種町）
- 中杉町（1933年、千種町）
- 豆園町（1933年、杉村町）
- 仁座町（1934年、田代町・（中区）広路町）
- 萩岡町（1934年、田代町・（中区）広路町）
- 不老町（1934年、田代町）
- 四谷通（1934年、田代町）
- 西杉町（1934年、杉村町）
- 八坪町（1934年、杉村町）
- 元柳原町（1934年、杉村町）
- 金作町（1934年、杉村町）
- 東杉町（1934年、杉村町）
- 松軒町（1935年、千種町。1937年、一部を新設の千種区に帰属）
- 弦月町（1935年、千種町・北千種町）
- 豊年町（1935年、千種町）
- 内山町（1935年、千種町）
- 都通（1935年、千種町）
- 神田町（1935年、千種町）
- 若竹町（1935年、千種町）
- 仲田本通（1935年、千種町）
- 池下町（1935年、千種町・田代町）
- 覚王山通（1935年、千種町・田代町）
- 今池町（1935年、千種町）
- 中道町（1935年、千種町）
- 千種通（1935年、千種町）
- 大久手町（1935年、千種町）
- 小松町（1935年、千種町）
- 青柳町（1935年、千種町）
- 春岡通（1935年、千種町・（中区）広路町）
- 坂下町（1935年、田代町・千種町）
- 石神本町（1935年、千種町）
- 萱場町（1935年、鍋屋上野町）
- 深田町（1935年、杉村町・清水町）
- 新堀町（1935年、上飯田町）
- 高見町（1936年、千種町）
- 広路町（1936年中区広路町の一部を東区に編入。東区広路町は1937年千種区広路町へ移行）
- 吹上本町（1936年、千種町）
- 千種本町（1936年、千種町）
- 西裏町（1936年、千種町）
- 千石町（1937年、千種町）

#### 西区
- 西菊井町（1917年、菊井町）
- 桜木町（1917年、菊井町）
- 江西町（1917年、菊井町）
- 西藪下町（1917年、菊井町）

1921年、市が周辺16町村を編入した際、以下の愛知郡1村と西春日井郡1町1村が西区に編入され、下記の町名が起立した。
西春日井郡枇杷島町
- 枇杷島町（1930年に西春日井郡庄内町堀越の一部を編入。1937年、一部が新設の中村区に帰属）

愛知郡中村
- 栄生町（旧鷹場村大字栄。1937年、一部が新設の中村区に帰属）
- 則武町（旧鷹場村。1934年一部が中区に編入）
- 日比津町（旧日比津村）
- 中村町（旧織豊村大字上中）
- 下中村町（旧織豊村大字下中）
- 稲葉地町（旧織豊村）

西春日井郡金城村
- 児玉町
- 田幡町（1937年に一部が東区に編入）
- 西志賀町
- 志賀町（旧金城村大字東志賀）
- 北押切町
- 上名古屋町

以上の町村の編入以後、1921年に編入された地域を中心に町名設置が行われた。
- 堀端町（1924年、上名古屋町・樋ノ口町）
- 日吉町（1927年、則武町・日比津町）
- 羽衣町（1927年、則武町・日比津町）
- 賑町（1927年、則武町・日比津町）
- 大門町（1927年、則武町・日比津町）
- 寿町（1927年、則武町・日比津町）
- 御幸本町通（1929年、本町・玉屋町）
- 志賀本通（1930年、志賀町）
- 大蔵町（1930年、志賀町）
- 猿投町（1930年、志賀町）
- 新明町（1930年、志賀町）
- 高須賀町（1931年、中区高須賀町の一部を西区に編入。西区高須賀町は1937年中村区高須賀町に移行）
- 菊井通（1932年、菊井町・馬喰町）
- 菊元町（1932年、菊井町）
- 中村本町（1932年、中村町・下中村町）
- 太閤通（1932年、中村町・下中村町）
- 天神山町（1932年、北押切町・花ノ木町）
- 葭原町（1932年、北押切町・児玉町）
- 浄心町（1932年、北押切町・児玉町）
- 鳥居通（1933年、中村町・日比津町・稲葉地町・栄生町・則武町）
- 元中村町（1933年、中村町・日比津町）
- 本陣通（1933年、稲葉地町・日比津町）
- 菊水町（1933年、稲葉地町・日比津町）
- 東宿町（1933年、稲葉地町・日比津町・中村町）
- 草薙町（1933年、稲葉地町・中村町）
- 香取町（1933年、稲葉地町・下中村町）
- 宿跡町（1933年、稲葉地町）
- 鳥居西通（1933年、稲葉地町）
- 靖国町（1933年、稲葉地町）
- 米野町（1934年、中区米野町の一部を西区に編入）
- 牧野町（1934年、中区牧野町の一部を西区に編入）
- 新富町（1934年、枇杷島町）
- 枇杷島通（1934年、枇杷島町）
- 東枇杷島町（1934年、枇杷島町）
- 白菊町（1934年、枇杷島町）
- 本郷町（1934年、枇杷島町）
- 琵琶里町（1934年、枇杷島町）
- 大道町（1934年、栄生町・平野町・南押切）
- 亀入町（1934年、栄生町）
- 松西町（1934年、栄生町）
- 上更通（1934年、栄生町）
- 松前町（1934年、栄生町）
- 縁場町（1934年、栄生町・平野町・南押切）
- 千田町（1934年、栄生町）
- 藤ノ宮通（1934年、栄生町）
- 米田町（1934年、栄生町）
- 本塚町（1934年、栄生町・南押切）
- 桃ノ木町（1934年、栄生町）
- 千原町（1934年、栄生町）
- 大日町（1934年、栄生町・則武町・鳥居通）
- 佐古前町（1934年、栄生町・則武町）
- 西山町（1934年、栄生町・日比津町）
- 稲葉地本通（1934年、稲葉地町）
- 稲花町（1934年、稲葉地町）
- 小柳町（1934年、稲葉地町）

1937年、以下の西春日井郡1町1村が西区に編入された。
庄内町
- 稲生町
- 名塚町
- 新福寺町
- 堀越町

萩野村
- 安井町
- 辻町
- 光音寺町
- 福徳町（旧川中村）
- 中切町（旧川中村大字下中切）
- 成願寺町（旧川中村）

#### 南区
- 築地町（1908年、埋立地）
- 東築地町（1910年、埋立地）
- 鴨浦（1916年、埋立地[2]）

1921年、市が周辺16町村を編入した際、以下の愛知郡1町4村が南区に編入された。
呼続町
- 豊田町
- 呼続町（旧呼続町大字千竈）
- 瑞穂町（旧瑞穂村）
- 弥富町（旧弥富村。1928年天白村八事の一部を編入）

八幡村
- 八熊町
- 西古渡町
- 野立町
- 中野新町（旧八幡村中野外新田より改称）

小碓村
- 小碓町（旧明徳村熱田新田西組、編入直前に小碓に改称）
- 当知町（旧明徳村当知新田、編入直前に当知に改称）
- 土古町（旧明徳村土古山新田、編入直前に土古に改称）
- 寛政町（旧寛政村熱田前新田、編入直前に寛政に改称）
- 惟信町（旧寛政村甚兵衛後新田、編入直前に惟信に改称）
- 宝神町（旧寛政村宝神新田、編入直前に宝神に改称）

笠寺村
- 笠寺町
- 鳴尾町（旧鳴尾村）
- 星崎町（旧星崎村）
- 本星崎町（旧星崎村）

荒子村
- 高畑町
- 荒子町
- 中郷町（旧御厨村）
- 野田町（旧御厨村）
- 横井町（旧御厨村）
- 打出町（旧御厨村）
- 中須町（御厨村へ1901年に一柳村から編入されていた地域）
- 大蟷螂町（御厨村へ1901年に一柳村から編入されていた地域）
- 法華町（旧一柳村大字法花）
- 中島新町（旧一柳村大字中島新田）
- 東起町（旧一柳村）

その後も町名設置が行われた。
- 大江町（1921年、埋立地）
- 中田町（1925年、熱田東町）
- 波寄町（1925年、熱田東町）
- 沢下町（1925年、熱田東町）
- 桜田町（1925年、熱田東町・（中区）御器所町・流町）
- 池内町（1925年、熱田東町・（中区）御器所町）
- 磯端町（1925年、築地町）
- 稲荷町（1925年、築地町）
- 入舟町（1925年、築地町）
- 海岸通（1925年、築地町）
- 北倉町（1925年、築地町）
- 高砂町（1925年、築地町）
- 千鳥町（1925年、築地町）
- 中川町（1925年、築地町・熱田前新田）
- 宝来町（1925年、築地町）
- 真砂町（1925年、築地町）
- 港本町（1925年、築地町）
- 南倉町（1925年、築地町）
- 元町（1925年、築地町）
- 浜町（1925年、埋立地）
- 西倉町（1925年、埋立地）
- 桜見町（1927年、瑞穂町・（中区）広路町）
- 洲雲町（1927年、瑞穂町・（中区）広路町）
- 昭和町（1927年、埋立地）
- 西桜町（1928年、呼続町・笠寺町）
- 白雲町（1928年、呼続町・笠寺町）
- 桜本町（1928年、呼続町・笠寺町）
- 弥生町（1928年、呼続町・笠寺町）
- 見晴町（1928年、呼続町）
- 元桜田町（1928年、呼続町）
- 楠町（1928年、呼続町）
- 扇田町（1928年、呼続町）
- 若草町（1928年、呼続町）
- 貝塚町（1928年、呼続町）
- 春日野町（1928年、呼続町）
- 霞町（1928年、呼続町）
- 船見町（1929年、埋立地）
- 金川町（1930年、熱田新田東組・熱田前新田）
- 玉川町（1930年、熱田新田東組・熱田前新田）
- 玉船町（1930年、熱田新田東組）
- 錦町（1930年、稲永新田）
- 河口町（1930年、熱田前新田）
- 新川町（1930年、熱田前新田）
- 中川本町（1930年、熱田前新田）
- 豊本通（1930年、豊田町）
- 蒲田町（1930年、豊田町）
- 上通町（1930年、豊田町）
- 太郎町（1930年、豊田町）
- 中通町（1930年、豊田町）
- 繰出町（1930年、豊田町）
- 屋敷町（1930年、豊田町）
- 元禄通（1930年、豊田町）
- 石場町（1930年、八熊町・（中区）露橋町）
- 富川町（1930年、八熊町・（中区）四女子町）
- 清川町（1930年、八熊町・野立町）
- 福川町（1930年、野立町・中野新町・熱田新田東組）
- 福船町（1930年、中野新町・小碓町・（中区）篠原町）
- 八剱町（1930年、中野新町・熱田新田東組）
- 新船町（1930年、小碓町・寛政町・熱田前新田）
- 金船町（1930年、埋立地）
- 明治町（1931年、豊田町）
- 御剱町（1931年、瑞穂町）
- 汐路町（1931年、瑞穂町）
- 太田町（1931年、瑞穂町）
- 亀城町（1931年、瑞穂町）
- 船原町（1931年、瑞穂町）
- 雁道町（1931年、瑞穂町）
- 平郷町（1931年、瑞穂町・熱田東町）
- 宝田町（1931年、瑞穂町・熱田東町）
- 直来町（1931年、瑞穂町・熱田東町）
- 牛巻町（1931年、瑞穂町・熱田東町）
- 豆田町（1931年、瑞穂町・熱田東町）
- 二野町（1931年、瑞穂町・熱田東町）
- 堀田通（1931年、瑞穂町・熱田東町・（中区）御器所町）
- 春敲町（1931年、瑞穂町・熱田東町）
- 須田町（1931年、瑞穂町・熱田東町・（中区）御器所町）
- 竹田町（1931年、瑞穂町・（中区）御器所町）
- 御莨町（1931年、瑞穂町・弥富町）
- 大殿町（1931年、瑞穂町・弥富町）
- 石川町（1931年、瑞穂町・弥富町）
- 松月町（1931年、瑞穂町・弥富町）
- 村上町（1931年、瑞穂町・弥富町）
- 田辺通（1931年、瑞穂町・弥富町）
- 大喜新町（1931年、瑞穂町）
- 春山町（1931年、弥富町）
- 青山町（1931年、弥富町。1934年廃止）
- 潮見町（1931年、埋立地）
- 下之一色町（1931年愛知郡下之一色町の一部を編入。同年東起町に編入され廃止）
- 密柑山町（1932年、弥富町・春山町）
- 下山町（1932年、弥富町）
- 師長町（1932年、弥富町）
- 山下通（1932年、弥富町）
- 幸町（1933年、熱田前新田）
- 魁町（1933年、熱田前新田）
- 佐野町（1933年、熱田前新田）
- 中之島通（1933年、熱田前新田）
- 初日町（1933年、弥富町・田辺通・石川町）
- 陽明町（1933年、青山町・弥富町・密柑山町）
- 高田町（1934年、瑞穂町）
- 瑞穂通（1934年、瑞穂町）
- 川澄町（1934年、瑞穂町）
- 中山町（1934年、瑞穂町）
- 東栄町（1934年、瑞穂町）
- 駒場町（1934年、瑞穂町）
- 佐渡町（1934年、瑞穂町）
- 北原町（1934年、瑞穂町）
- 古新町（1934年、野立町・熱田新田東組）
- 外新町（1934年、中野新町・野立町）
- 鶴見通（1934年、鳴尾町）
- 源兵衛町（1934年、鳴尾町）
- 鳴浜町（1934年、鳴尾町）
- 松下町（1934年、鳴尾町）
- 三吉町（1934年、鳴尾町）
- 松栄町（1934年、青山町・弥富町・春山町・密柑山町）
- 道徳通（1935年、豊田町）
- 道徳新町（1935年、豊田町）
- 観音町（1935年、豊田町）
- 堤町（1935年、豊田町）
- 豊門町（1936年、豊田町・熱田東町）
- 千代田町（1936年、野立町・熱田西町）
- 中出町（1936年、野立町・熱田西町）
- 神野町（1936年、野立町・熱田西町）
- 青池町（1936年、野立町・熱田西町）
- 幡野町（1936年、野立町）
- 切戸町（1936年、野立町）
- 牛立町（1936年、野立町）
- 汐止町（1936年、埋立地）
- 西野町（1937年、野立町・熱田西町）
- 応仁町（1937年、野立町・八熊町）
- 河田町（1937年、野立町）
- 比々野町（1937年、野立町・熱田西町）

1937年には愛知郡下之一色町が南区に編入された。
下之一色町
- 下之一色町

## 1937年・1944年の行政区再編とこのとき設置された区での地名の変遷
1937年、市内の4行政区（中・東・西・南）が10行政区（熱田・昭和・千種・中・中川・中村・西・東・港・南）に再編された。さらに1944年には東区・西区・中区・昭和区・熱田区のそれぞれ一部から北区・栄区・瑞穂区が成立し13区となった（このうち栄区は翌1945年に中区と統合）。
ここからは、地名の変遷を各行政区ごとに列挙する。

### 千種区
千種区は1937年、東区の一部より成立した。ここでは設置当時の区内の地名を列挙する。
- 千種町
- 田代町（旧東区）
- 鍋屋上野町（1944年一部が東区に編入）
- 北千種町（1980年廃止）
- 広路町（旧東区。1945年廃止）
- 花田町
- 高松町（1979年廃止）
- 若水町
- 振甫町
- 仁座町
- 萩岡町
- 不老町
- 四谷通
- 松軒町（1981年廃止）
- 弦月町（1956年一部が東区に編入。1980年廃止）
- 豊年町
- 内山町（1980年廃止）
- 都通（1980年廃止）
- 神田町
- 若竹町（1980年廃止）
- 仲田本通（1980年廃止）
- 池下町
- 覚王山通
- 今池町（1979年廃止）
- 中道町
- 千種通
- 大久手町
- 小松町
- 青柳町
- 春岡通
- 坂下町
- 萱場町（1984年廃止）
- 高見町（1980年廃止）
- 吹上本町
- 千種本町
- 千石町（1979年廃止）

#### その後の町名設置
その後区内での区画整理や境界変更、周辺自治体の編入や住居表示によって新たな町名が続々と設置された。ここではその町名を以下に列挙する。

##### 猪高村編入まで
千種区成立から戦後に猪高村が編入されるまでに起立した町名は以下の通り。
- 宮西町（1938年、千種町。1979年廃止）
- 元古井町（1938年、千種町。1979年廃止）
- 大島町（1938年、田代町・広路町）
- 城木町（1938年、田代町・春岡通・広路町）
- 南明町（1938年、田代町・広路町）
- 日岡町（1938年、田代町・広路町）
- 棚田町（1940年、千種町。1979年廃止）
- 古井ノ坂町（1940年、千種町。1979年廃止）
- 川崎町（1942年、田代町・広路町）
- 幸川町（1942年、田代町・広路町）
- 田代本通（1942年、田代町・広路町）
- 赤坂町（1943年、鍋屋上野町）
- 上野町（1943年、鍋屋上野町・若水町。1980年廃止）
- 下方町（1943年、鍋屋上野町）
- 茶屋坂通（1943年、鍋屋上野町）
- 天満通（1943年、鍋屋上野町）
- 金森町（1943年、鍋屋上野町。1944年東区に編入）
- 朝岡町（1945年、田代町）
- 稲舟通（1945年、田代町）
- 丘上町（1945年、田代町）
- 御棚町（1945年、田代町）
- 鏡池通（1945年、田代町）
- 池上町（1945年、田代町）
- 池園町（1945年、田代町）
- 鹿子町（1945年、田代町）
- 唐山町（1945年、田代町）
- 観月町（1945年、田代町）
- 菊坂町（1945年、田代町）
- 清住町（1945年、田代町）
- 桐林町（1945年、田代町）
- 楠元町（1945年、田代町）
- 山門町（1945年、田代町）
- 松竹町（1945年、田代町）
- 城山町（1945年、田代町）
- 新池町（1945年、田代町）
- 末盛通（1945年、田代町）
- 向陽町（1945年、田代町・池下町）
- 園山町（1945年、田代町）
- 月見坂町（1945年、田代町）
- 東明町（1945年、田代町）
- 西坂町（1945年、田代町・坂下町・春岡通。1984年廃止）
- 西崎町（1945年、田代町）
- 西山元町（1945年、田代町・池下町）
- 日進通（1945年、田代町）
- 猫洞通（1945年、田代町）
- 橋本町（1945年、田代町）
- 春里町（1945年、田代町）
- 東山元町（1945年、田代町・萩岡町）
- 東山通（1945年、田代町）
- 姫池通（1945年、田代町）
- 日和町（1945年、田代町）
- 法王町（1945年、田代町）
- 穂波町（1945年、田代町）
- 堀割町（1945年、田代町）
- 本山町（1945年、田代町）
- 丸山町（1945年、田代町）
- 見附町（1945年、田代町）
- 山添町（1945年、田代町）
- 金森町（1946年東区より編入。1988年廃止）
- 古出来町（1946年東区古出来町の一部を千種区に編入。千種区では1980年廃止）
- 徳川山町（1953年、田代町・日和町・猫洞通・池上町）

##### 名東区成立まで
1955年、愛知郡猪高村が千種区内に編入され、同村の大字は千種区の大字に継承された。
猪高村
それぞれ合併前の大字に「猪高町」を冠した。
- 猪高町藤森（旧猪子石村。1975年名東区へ）
- 猪高町猪子石（旧猪子石村。1975年一部が名東区へ）
- 猪高町猪子石原（旧猪子石村。1975年一部が名東区へ。2001年廃止）
- 猪高町高針（旧高社村。1975年一部が名東区へ。1976年廃止）
- 猪高町一社（旧高社村。1975年一部が名東区へ。1976年廃止）
- 猪高町上社（旧高社村。1975年名東区へ）

その後千種区内では、主に区画整理による住居表示によって新たな町名が続々と設置された。
- 自由ケ丘（1955年、田代町・春里町）
- 星ケ丘（1957年、田代町・猪高町高針・猪高町一社）
- 霞ケ丘（1959年、鍋屋上野町・赤坂町）
- 月ケ丘（1959年、鍋屋上野町・赤坂町）
- 希望ケ丘（1959年、鍋屋上野町）
- 南ケ丘（1959年、鍋屋上野町・赤坂町）
- 富士見台（1960年、鍋屋上野町・田代町）
- 御影町（1960年、鍋屋上野町）
- 揚羽町（1960年、鍋屋上野町）
- 城山新町（1961年、田代町）
- 植園町（1961年、猪高町高針・（千種区）天白町植田。同年10月昭和区植園町を統合。1975年名東区へ）
- 扇町（1961年、猪高町高針。1975年名東区へ）
- 代万町（1961年、猪高町高針。1975年名東区へ）
- にじが丘（1961年、猪高町高針。1975年名東区へ）
- 西山本通（1961年、猪高町高針。1975年名東区へ）
- 名東本通（1961年、猪高町高針。1975年名東区へ）
- 神丘町（1961年、猪高町高針、1975年名東区へ）
- 西里町（1961年、猪高町高針。1975年名東区へ）
- 天白町植田（1962年、昭和区天白町植田の一部を千種区に編入。千種区内部分は一旦1963年廃止）
- 藤巻町（1963年、（千種区）天白町植田。1975年名東区へ）
- 八雲町（1964年、昭和区八雲町の一部を千種区に編入）
- 高峯町（1964年、昭和区高峯町の一部を千種区に編入）
- 山手通（1964年、昭和区山手通の一部を千種区に編入）
- 宮東町（1964年、昭和区宮東町の一部を千種区に編入）
- 井上町（1965年、田代町）
- 汁谷町（1966年、鍋屋上野町・猪高町猪子石）
- 神里1～2丁目（1967年、猪高町高針・猪高町一社。1975年名東区へ）
- 高間町（1969年、猪高町高針・猪高町一社。1975年名東区へ）
- 明が丘（1970年、猪高町藤森。1975年名東区へ）
- 朝日が丘（1970年、猪高町藤森。1975年名東区へ）
- 小池町（1970年、猪高町藤森。1975年名東区へ）
- 宝が丘（1970年、猪高町藤森。1975年名東区へ）
- 照が丘（1970年、猪高町藤森。1975年名東区へ）
- 富が丘（1970年、猪高町藤森。1975年名東区へ）
- 望が丘（1970年、猪高町藤森。1975年名東区へ）
- 藤が丘（1970年、猪高町藤森。1975年名東区へ）
- 藤香町（1970年、猪高町藤森。1975年名東区へ）
- 藤里町（1970年、猪高町藤森。1975年名東区へ）
- 藤見が丘（1970年、猪高町藤森、1975年名東区へ）
- 豊が丘（1970年、猪高町藤森。1975年名東区へ）
- 新宿1～2丁目（1970年、猪高町高針。1975年名東区へ）
- 陸前町（1972年、猪高町一社。1975年名東区へ）
- 野間町（1972年、猪高町一社。1975年名東区へ）
- 石が根町（1974年、猪高町藤森。1975年名東区へ）
- 藤森1～2丁目（1974年、猪高町藤森。1975年名東区へ）
- 丁田町（1974年、猪高町藤森。1975年名東区へ）
- 上社2丁目（1974年、猪高町藤森。1975年名東区へ）
- 本郷1～3丁目（1974年、猪高町藤森。1975年名東区へ）
- 姫若町（1974年、猪高町藤森。1975年名東区へ）
- 一社2・4丁目（1974年、猪高町高針。1975年名東区へ）
- 亀の井1～3丁目（1974年、猪高町高針・猪高町一社。1975年名東区へ）

##### 名東区成立後
1975年に名東区が成立して以降の千種区内では以下の町名が成立した。
- 天白町植田（1975年、昭和区天白町植田の一部を千種区に編入）
- 桜が丘（1976年、田代町・（千種区）猪高町猪子石・（千種区）猪高町一社）
- 新栄3丁目（1977年、（千種区）千種町・高松町・千種本町）
- 平和が丘3丁目（1977年、田代町）
- 吹上1～2丁目（1979年、千種町・高松町・花田町・吹上本町・千種本町）
- 今池1～5丁目（1979年、今池町・宮西町・覚王山通・千種町・元古井町・千種通・千石町・千種本町・古井ノ坂町・神田町・都通・若竹町・大久手町・小松町・青柳町・春岡通、はじめ1～3丁目のみ。4～5丁目は1980年に設置）
- 萱場1～2丁目（1979年、萱場町・（千種区）古出来町・鍋屋上野町、はじめ1丁目のみ。2丁目は1980年に設置）
- 古出来1・3丁目（1979年、萱場町・（千種区）松軒町・北千種町・弦月町・（千種区）古出来町、はじめ千種区内は3丁目のみ。1丁目のうち千種区内は1980年に設置）
- 矢田南2丁目（1979年、萱場町）
- 千種1～3丁目（1979年、棚田町・千種町・千種本町・吹上本町・宮西町・元古井町・高松町・千石町・中道町・古井ノ坂町・千種通）
- 清明山1～2丁目（1980年、鍋屋上野町・萱場町。1984年東区清明山2丁目を統合）
- 若水1～3丁目（1980年、北千種町・千種町・仲田本通・上野町・若水町）
- 上野1～3丁目（1980年、北千種町・下方町・茶屋坂通・鍋屋上野町・上野町・若水町）
- 松軒1～2丁目（1980年、（千種区）松軒町・弦月町・（千種区）古出来町・千種町）
- 内山1～3丁目（1980年、内山町・千種町・都通・豊年町・神田町・若竹町・覚王山通）
- 池下1～2丁目（1980年、池下町・覚王山通・高見町・仲田本通）
- 春岡1～2丁目（1980年、坂下町・覚王山通・千種町・西坂町・春岡通・日進通）
- 高見1～2丁目（1980年、高見町・田代町・千種町・若水町・仲田本通）
- 仲田1～2丁目（1980年、高見町・千種町・仲田本通・覚王山通・若竹町）
- 北千種1～3丁目（1980年、上野町・萱場町・弦月町・（千種区）古出来町・（千種区）松軒町・北千種町・鍋屋上野町・千種町）
- 向陽1丁目（1980年、向陽町・高見町・田代町・千種町）
- 葵3丁目（1981年、千種町）
- 平和公園1～3丁目（1981年、田代町・（名東区）猪高町猪子石）
- 大松町（1981年、（千種区）松軒町）
- 竹越1～2丁目（1981年、（千種区）猪高町猪子石・（千種区）猪高町猪子石原・鍋屋上野町）
- 千代田橋1～2丁目（1981年、（千種区）猪高町猪子石・（千種区）鍋屋上野町・（東区）鍋屋上野町）
- 千代が丘（1983年、（千種区）猪高町猪子石・鍋屋上野町）
- 宮根台1～2丁目（1983年、（千種区）猪高町猪子石・（千種区）猪高町猪子石原・鍋屋上野町）
- 新西1～2丁目（1983年、（千種区）猪高町猪子石・（千種区）猪高町猪子石原）
- 京命1～2丁目（1983年、（千種区）猪高町猪子石）
- 香流橋1～2丁目（1983年、（千種区）猪高町猪子石原）
- 東千種台（1983年、（千種区）猪高町猪子石原）
- 今池南（1984年、大久手町・小松町・青柳町・千種通・春岡通・千種町）
- 光が丘1～2丁目（1984年、（千種区）猪高町猪子石・鍋屋上野町・汁谷町・御影町・富士見台）
- 星が丘元町（1985年、田代町・井上町）
- 鹿子殿（1986年、田代町・富士見台・自由ヶ丘・希望ヶ丘）
- 谷口町（1988年、鍋屋上野町）
- 茶屋が坂1～2丁目（1988年、鍋屋上野町・茶屋坂通・金森町）
- 宮の腰町（1988年、鍋屋上野町・茶屋坂通・金森町・（東区）鍋屋上野町）
- 星が丘山手（2005年、田代町[WEB 1]）

### 東区
1937年、東区内の一部より千種区が分立した。ここではその当時の東区内の地名を列挙する。
- 久屋町（1944年栄区へ）
- 関鍛冶町（1944年栄区へ）
- 小市場町（1944年栄区へ）
- 大津町（1944年栄区へ）
- 朝日町（1944年栄区へ）
- 伊勢町（1944年栄区へ）
- 鶴重町（1944年栄区へ）
- 呉服町（1944年栄区へ）
- 針屋町（1944年栄区へ）
- 七間町（1944年栄区へ）
- 富沢町（1944年栄区へ）
- 南外堀町（1944年栄区へ）
- 京町（1944年栄区へ）
- 中市場町（1944年栄区へ）
- 西魚町（1944年栄区へ）
- 東魚町（1944年栄区へ）
- 梅枝町（1944年栄区へ）
- 研屋町（1944年栄区へ）
- 桜町（1944年栄区へ）
- 東桜町（1944年栄区へ）
- 宮町（1944年栄区へ）
- 神楽町（1944年栄区へ）
- 東袋町（1944年栄区へ）
- 宝町（1944年栄区へ）
- 東本重町（1944年栄区へ）
- 蒲焼町（1944年栄区へ）
- 鍋屋町（1976年廃止）
- 西二葉町（1980年廃止）
- 東二葉町（1980年廃止）
- 清水町（1944年一部が北区へ。1980年廃止）
- 長久寺町（1944年一部が北区へ、1980年廃止）
- 東芳野町（1980年廃止）
- 東外堀町（1944年栄区へ）
- 長塀町（1980年廃止）
- 白壁町（1980年廃止）
- 主税町（1944年一部が栄区へ。1946年中区主税町を統合）
- 橦木町
- 東片端町
- 武平町（1944年栄区へ）
- 石町（1944年一部が栄区へ。1946年中区石町を統合。1976年廃止）
- 上竪杉町
- 杉ノ町（1944年一部が栄区へ。1946年中区杉ノ町を統合。1976年廃止）
- 富士塚町（1976年廃止）
- 飯田町
- 相生町
- 赤塚町
- 坂上町（1980年廃止）
- 大曽根町（1946年一部が北区に編入。1981年廃止）
- 八軒家町（1946年一部が北区に編入。1981年廃止）
- 森下町（1946年一部が北区に編入。1981年廃止）
- 前ノ町（1981年廃止）
- 東白壁町（1981年廃止）
- 山口町
- 東主税町（1981年廃止）
- 平田町（1981年廃止）
- 東橦木町（1981年廃止）
- 竪代官町（1981年廃止）
- 筒井町
- 新出来町
- 古出来町（1946年一部が千種区に編入。1981年廃止）
- 百人町
- 黒門町
- 東矢場町（1981年廃止）
- 城番町（1981年廃止）
- 車道東町（1944年一部が栄区へ。1981年廃止）
- 裏筒井町（1981年廃止）
- 手代町（1981年廃止）
- 往還町（1981年廃止）
- 石神堂町（1981年廃止）
- 水筒先町（1981年廃止）
- 車道町
- 布池町（1981年廃止）
- 添地町（1981年廃止）
- 板屋町（1981年廃止）
- 葵町（1981年廃止）
- 萱屋町（1976年廃止）
- 安房町（1981年廃止）
- 小川町（1976年廃止）
- 松山町（1976年廃止）
- 舎人町（1976年廃止）
- 七小町（1976年廃止）
- 高岳町（1976年廃止）
- 東新道町（1976年廃止）
- 東門前町（1944年栄区へ）
- 芳野町（1980年廃止）
- 下竪杉町（1976年廃止）
- 駿河町（1944年栄区へ）
- 横代官町（1981年廃止）
- 七曲町（1944年栄区へ）
- 西新町（1944年栄区へ）
- 東新町（1944年栄区へ）
- 千種町（1940年廃止）
- 西裏町（1937年一部が中区に編入。1981年廃止）
- 杉村町（1944年北区へ）
- 東大曽根町（1946年一部が北区に編入）
- 上飯田町（1937年一部が西区に編入。1944年北区へ）
- 下飯田町（1937年一部が西区に編入。1944年北区へ）
- 山田町（1944年北区へ）
- 矢田町（1946年一部が北区へ）
- 大幸町（1987年廃止）
- 柳原町（1944年北区へ）
- 山田西町（1944年北区へ）
- 山田東町（2004年廃止）
- 山田北町（1946年北区に編入）
- 生駒町（1944年北区へ）
- 大杉町（1944年北区へ）
- 長田町（1944年北区へ）
- 水切町（1944年北区へ）
- 城東町（1944年北区へ）
- 東生駒町（1942年東水切町に編入され廃止）
- 東大杉町（1944年北区へ）
- 東長田町（1944年北区へ）
- 東水切町（1944年北区へ）
- 杉栄町（1944年北区へ）
- 徳川町
- 赤萩町（1981年廃止）
- 船附町（1944年北区へ）
- 真畔町（1944年北区へ）
- 竜ノ口町（1944年北区へ）
- 憧旛町（1944年北区へ）
- 木津根町（1944年北区へ）
- 垣戸町（1944年北区へ）
- 尾上町（1944年北区へ）
- 織部町（1944年北区へ）
- 紅雲町（1944年北区へ）
- 石園町（1944年北区へ）
- 彩紅橋通（1944年北区へ）
- 御成通（1944年北区へ）
- 八龍町（1944年北区へ）
- 指金町（1944年北区へ）
- 報徳町（1944年北区へ）
- 古径町（1944年北区へ）
- 瑠璃光町（1944年北区へ）
- 若葉通（1944年北区へ）
- 平安通（1944年北区へ）
- 芦辺町（1944年北区へ）
- 中杉町（1944年北区へ）
- 豆園町（1944年北区へ）
- 西杉町（1944年北区へ）
- 八坪町（1944年北区へ）
- 元柳原町（1944年北区へ）
- 金作町（1944年北区へ）
- 東杉町（1944年北区へ）
- 松軒町（1981年廃止）
- 石神本町（1981年廃止）
- 深田町（1944年北区へ）
- 宮出町（1937年中区宮出町の一部を東区に編入。東区宮出町は1944年栄区へ）
- 田幡町（1937年西区田幡町の一部を東区に編入。東区田幡町は1944年北区へ）
- 志賀町（1937年西区志賀町の一部を東区に編入。東区志賀町は1944年北区へ）
- 志賀本通（1937年西区より編入。1944年北区へ）
- 大蔵町（1937年西区より編入。1944年北区へ）
- 猿投町（1937年西区より編入。1944年北区へ）
- 神明町（1937年西区より編入。1944年北区へ）
- 辻町（1937年西区辻町の一部を東区に編入。東区辻町は1944年北区へ）

#### その後の町名設置
その後、区画整理や境界変更、住居表示によって新たな町名が続々と設置された。ここでは東区内で1937年以降に設置された町名を以下に列挙する。
- 豊前町（1938年、千種町）
- 池内本町（1940年、千種町。1981年廃止）
- 鍋屋上野町（1944年千種区鍋屋上野町の一部を東区に編入。1988年廃止）
- 金森町（1944年千種区より編入。1946年千種区に編入）

##### 北区・栄区設置後
1944年に北区と栄区が設置された。これ以降の東区で設置された町名は以下の通りである。
- 久屋町（1946年中区より編入）
- 中市場町（1946年中区中市場町の一部を東区に編入。1976年廃止）
- 神楽町（1946年中区神楽町の一部を東区に編入。1976年廃止）
- 東外堀町（1946年中区より編入）
- 武平町（1946年中区より編入）
- 宮出町（1946年中区宮出町の一部を東区に編入、1976年廃止）
- 東門前町（1946年中区より編入。1976年廃止）
- 駿河町（1946年中区より編入。1976年廃止）
- 七曲町（1946年中区七曲町の一部を東区に編入。1976年廃止）
- 西新町（1946年中区西新町の一部を東区に編入）
- 東新町（1946年中区東新町の一部を東区に編入）
- 杉村町（1946年北区杉村町の一部を東区に編入。1958年芳野町に編入され廃止）
- 南外堀町（1947年中区南外堀町の一部を東区に編入。1980年廃止）
- 弦月町（1956年千種区弦月町の一部を東区に編入）
- 泉1～3丁目（1976年、鍋屋町・七小町・石町・杉ノ町・中市場町・久屋町・富士塚町・高岳町・上竪杉町・下竪杉町・東片端町・南外堀町・武平町・飯田町・舎人町・東新道町・松山町・相生町・小川町・萱屋町・東外堀町）
- 代官町（1976年、相生町・葵町・小川町・萱屋町・竪代官町・舎人町・平田町・横代官町・水筒先町・布池町）
- 葵1～3丁目（1976年、板屋町・添地町・安房町・葵町・小川町・布池町・横代官町・車道町・水筒先町・石神堂町・赤萩町・車道東町・石神本町・西裏町、はじめ1丁目のみ。2～3丁目は1981年設置）
- 東桜1～2丁目（1976年、神楽町・七曲町・東門前町・（東区）宮出町・駿河町・久屋町・下竪杉町・富士塚町・高岳町・西新町・（東区）東新町・東新道町・小川町・松山町・葵町・武平町）
- 丸の内3丁目（1976年、南外堀町）
- 新栄1・3丁目（1977年、（東区）東桜2丁目・西裏町、はじめ1丁目のみ。3丁目は1981年設置）
- 出来町1～3丁目（1979年、（東区）古出来町・新出来町・矢田町・（東区）東大曽根町・徳川町、はじめ3丁目のみ。1～2丁目は1981年設置）
- 古出来1～3丁目（1979年、（東区）古出来町・矢田町・弦月町・新出来町）
- 矢田南1～5丁目（1979年、矢田町・（東区）東大曽根町・（東区）古出来町・新出来町）
- 白壁1～5丁目（1980年、東二葉町・清水町・長塀町・西二葉町・上竪杉町・東外堀町・主税町・白壁町・赤塚町・長久寺町・芳野町）
- 杉村1丁目（1980年、東芳野町）
- 三の丸4丁目（1980年、長塀町・西二葉町）
- 徳川1～2丁目（1980年、赤塚町・（東区）大曽根町・坂上町・八軒家町・東芳野町・森下町・山口町・相生町・東撞木町・東白壁町・東主税町・平田町・前ノ町・新出来町、はじめ2丁目のみ。1丁目は1981年設置）
- 大曽根1～2丁目（1980年、（東区）大曽根町・（東区）東大曽根町・八軒家町・（北区）東大曽根町、はじめ1丁目のみ。2丁目は1981年設置）
- 松軒1丁目（1980年、（東区）古出来町）
- 芳野1～3丁目（1980年、芳野町・長久寺町・長塀町・東芳野町・大塚町・（東区）大曽根町・八軒家町）
- 萱場2丁目（1980年、矢田町）
- 清明山2丁目（1980年、鍋屋上野町。1984年千種区清明山2丁目に統合）
- 明倫町（1981年、（東区）大曽根町・新出来町・徳川町）
- 新出来1～2丁目（1981年、新出来町）
- 大松町（1981年、（東区）古出来町・新出来町・（東区）松軒町）
- 筒井1～3丁目（1981年、裏筒井町・手代町・往還町・城番町・東矢場町・筒井町・車道町・池内本町・新出来町・竪代官町・東撞木町・東白壁町・東主税町・平田町・石神堂町・石神本町・水筒先町・布池町・車道東町・黒門町・豊前町・赤萩町）
- 大幸南1～2丁目（1984年、大幸町・矢田町・（千種区）鍋屋上野町・萱場町）
- 砂田橋1～5丁目（1984年、鍋屋上野町・大幸町・（千種区）鍋屋上野町）
- 前浪町（1984年、鍋屋上野町・（千種区）鍋屋上野町）
- 矢田東（1987年、矢田町・大幸町）
- 大幸1～4丁目（1987年、大幸町）
- 矢田1～5丁目（2004年、矢田町・（東区）東大曽根町・山田東町[WEB 2]）

### 北区
北区は1944年、東区・西区の一部より成立した。ここでは設置当時の区内の地名を列挙する。
- 田幡町（東区田幡町全域と西区田幡町の一部を統合。北区内では1982年廃止）
- 西志賀町
- 志賀町（東区志賀町と西区志賀町を統合）
- 上名古屋町（1982年廃止）
- 安井町
- 辻町（東区辻町と西区辻町を統合）
- 光音寺町
- 福徳町
- 中切町
- 成願寺町
- 杉村町（東区杉村町と西区杉村町を統合。1946年一部が東区に編入）
- 上飯田町（東区上飯田町と西区上飯田町を統合）
- 下飯田町（東区下飯田町と西区下飯田町を統合）
- 新堀町
- 天道町
- 金田町
- 大野町
- 長喜町
- 桝形町
- 清水町（1980年廃止）
- 長久寺町（1980年廃止）
- 山田町
- 矢田町
- 柳原町（1980年廃止）
- 山田西町
- 生駒町
- 大杉町
- 長田町
- 水切町
- 城東町
- 東大杉町
- 東長田町
- 東水切町
- 杉栄町
- 船附町（1980年廃止）
- 真畔町
- 竜ノ口町
- 憧旛町
- 木津根町
- 垣戸町
- 尾上町
- 織部町
- 紅雲町
- 石園町
- 彩紅橋通
- 御成通
- 八龍町
- 指金町（2004年廃止）
- 報徳町（2004年廃止）
- 古径町（2004年廃止）
- 瑠璃光町
- 若葉通
- 平安通
- 芦辺町
- 中杉町
- 豆園町
- 西杉町（1980年廃止）
- 八坪町（1980年廃止）
- 元柳原町（1980年廃止）
- 金作町（1980年廃止）
- 東杉町（1980年廃止）
- 深田町（1980年廃止）
- 志賀本通
- 大蔵町
- 猿投町
- 神明町

#### その後の町名設置
その後、戦後にかけて区画整理や境界変更、住居表示によって新たな町名が続々と設置された。ここではその町名を以下に列挙する。

##### 楠村編入まで
- 野方通（1944年、光音寺町）
- 金城町（1945年、光音寺町・西志賀町・田幡町）
- 萩野通（1945年、光音寺町・西志賀町）
- 浪打町（1945年、光音寺町・西志賀町）
- 水草町（1945年、光音寺町・西志賀町）
- 中丸町（1945年、光音寺町・西志賀町。1956年西区中丸町を統合）
- 鳩岡町（1945年、光音寺町・安井町）
- 大曽根町（1946年東区大曽根町の一部を北区に編入。1981年廃止）
- 八軒家町（1946年東区八軒家町の一部を北区に編入。1981年廃止）
- 森下町（1946年東区森下町の一部を北区に編入。1981年廃止）
- 東大曽根町（1946年東区東大曽根町の一部を北区に編入）
- 山田北町（1946年東区より編入）
- 辻本通（1949年、下飯田町・辻町）
- 志賀南通（1951年、志賀町）
- 稚児宮通（1951年、志賀町）
- 黒川本通（1951年、志賀町・田幡町・杉村町）
- 名城町（1951年、上名古屋町。1982年廃止）
- 城北新町（1951年、上名古屋町。1982年廃止）
- 七夕町（1952年、田幡町・上名古屋町。1982年廃止）
- 中富町（1952年、田幡町。1982年廃止）
- 若園町（1952年、田幡町。1982年廃止）
- 敷島町（1952年、田幡町・西志賀町）
- 駒止町（1952年、田幡町・西志賀町）
- 城見通（1952年、田幡町）
- 元志賀町（1954年、西志賀町）
- 八代町（1954年、西志賀町・光音寺町）
- 平手町（1954年、西志賀町・光音寺町）

##### 楠村編入後
1955年、西春日井郡楠村が北区内に編入され、同村の大字は北区の大字に継承された。
西春日井郡楠村
それぞれ合併前の大字に「楠町」を冠した。
- 楠町大蒲新田（旧如意村）
- 楠町喜惣治新田（旧如意村）
- 楠町如意（旧如意村）
- 楠町味鋺（旧味鋺村）

その後北区内では、主に区画整理による住居表示によって新たな町名が続々と設置された。
- 上飯田西町（1956年、上飯田町）
- 上飯田東町（1956年、上飯田町・山田北町）
- 上飯田南町（1956年、上飯田町・山田西町・八竜町）
- 上飯田北町（1956年、上飯田町）
- 上飯田通（1956年、上飯田町）
- 米が瀬町（1971年、成願寺町）
- 大我麻町（1972年、楠町大蒲新田・如意）
- 会所町（1972年、楠町大蒲新田）
- 新沼町（1972年、楠町大蒲新田）
- 苗田町（1972年、楠町大蒲新田・如意）
- 丸新町（1972年、楠町大蒲新田・如意）
- 喜惣治1～2丁目（1974年、楠町喜惣治新田・大蒲新田）
- 安井1～4丁目（1978年、安井町・成願寺町・辻町・金田町）
- 川中町（1978年、光音寺町・中切町・野方通・成願寺町・安井町）
- 成願寺1～2丁目（1978年、成願寺町・中切町）
- 鳩岡2丁目（1978年、鳩岡町・萩野通・安井町・金田町）
- 如意1～5丁目（1978年、楠町如意）
- 池花町（1978年、楠町如意・味鋺）
- 落合町（1978年、楠町如意・味鋺）
- 北久手町（1978年、楠町如意）
- 桐畑町（1978年、楠町如意）
- 玄馬町（1978年、楠町如意・大蒲新田）
- 五反田町（1978年、楠町如意・味鋺）
- 三軒町（1978年、楠町如意・味鋺）
- 如来町（1978年、楠町如意）
- 六が池町（1978年、楠町如意）
- 若鶴町（1978年、楠町如意）
- 西味鋺1～5丁目（1978年、楠町味鋺・如意）
- 田幡1～2丁目（1980年、田幡町・金城町・城見通・志賀南通・黒川本通・杉村町、はじめ1丁目のみ。2丁目は1982年設置）
- 芳野2～3丁目（1980年、杉村町）
- 大杉1～3丁目（1980年、長久寺町・船附町・豆園町・杉村町・東杉町・大杉町・清水町）
- 柳原1～4丁目（1980年、柳原町・深田町・元柳原町・八坪町・金作町・田幡町・杉村町・名城町・城北新町）
- 清水1～5丁目（1980年、西杉町・清水町・深田町・船附町・元柳原町・八坪町・柳原町・豆園町・田幡町・杉村町・大杉町・金作町・志賀町・神明町）
- 杉村1丁目（1980年、東杉町・杉栄町・杉村町・大杉町）
- 大曽根1～4丁目（1980年、八軒家町・森下町・（北区）大曽根町・杉村町・杉栄町・（北区）東大曽根町・東大杉町・古径町・平安通・（東区）大曽根町・八軒家町・森下町・東大曽根町、はじめ1丁目のみ。2丁目と北区内のみの3丁目が1981年に、北区内のみの4丁目が2004年[WEB 2]にそれぞれ設置）
- 金城1～4丁目（1980年、中富町・七夕町・若園町・上名古屋町・金城町・城見通、はじめ1・4丁目のみ。2～3丁目は1982年設置）
- 名城1～3丁目（1982年、上名古屋町・名城町・城北新町）
- 中味鋺1～3丁目（1990年、楠町味鋺）
- 楠味鋺1～5丁目（1990年、楠町味鋺）
- 東味鋺1～3丁目（1991年、楠町味鋺[3]）
- 楠1～5丁目（1991年、楠町味鋺・如意[3]）
- 山田1～4丁目（2004年、山田町・矢田町・（北区）東大曽根町・平安通・報徳町・山田西町・上飯田東町・山田北町[WEB 2]）
- 平安1～2丁目（2004年、平安通・（北区）東大曽根町・彩紅橋通・古径町・御成通・上飯田南町・指金町・報徳町・山田町・山田西町[WEB 2]）

### 西区
1937年、西区内の一部より中村区が分立した。ここではその当時の西区の地名を列挙する。
- 上長者町（1944年栄区へ）
- 下長者町（1944年栄区へ）
- 長島町（1944年栄区へ）
- 島田町（1944年栄区へ）
- 桑名町（1944年栄区へ）
- 桶屋町（1944年栄区へ）
- 伏見町（1944年栄区へ）
- 伊倉町（1944年栄区へ）
- 上園町（1944年栄区へ）
- 下園町（1944年栄区へ）
- 皆戸町（1944年栄区へ）
- 木挽町（1944年栄区へ）
- 南外堀町（1944年栄区へ）
- 和泉町（1944年栄区へ）
- 茶屋町（1944年栄区へ）
- 車町（1944年栄区へ）
- 小田原町（1944年栄区へ）
- 西万町（1944年栄区へ）
- 東万町（1944年栄区へ）
- 西菅原町（1944年栄区へ）
- 菅原町（1944年栄区へ）
- 伝馬町（1944年栄区へ）
- 袋町（1944年栄区へ）
- 本重町（1944年栄区へ）
- 園井町（1944年栄区へ）
- 竪三ツ蔵町（1944年栄区へ）
- 樋ノ口町（1980年廃止）
- 数寄屋町
- 庭町（1980年廃止）
- 手木町（1980年廃止）
- 山神町（1980年廃止）
- 五平蔵町（1980年廃止）
- 泥町（1980年廃止）
- 吹出町（1980年廃止）
- 上仲町（1980年廃止）
- 新屋敷町（1980年廃止）
- 俵町（1980年廃止）
- 紙漉町（1980年廃止）
- 江中町（1980年廃止）
- 前ノ川町（1980年廃止）
- 北鷹匠町（1980年廃止）
- 北野町（1980年廃止）
- 柳町（1980年廃止）
- 台所町（1980年廃止）
- 江川横町（1980年廃止）
- 江川町（1981年廃止）
- 花ノ木町（1980年廃止）
- 白塀町（1980年廃止）
- 押切町（1994年廃止）
- 八坂町（1994年廃止）
- 平野町（1994年廃止）
- 馬喰町（1981年廃止）
- 上浅間町（1981年廃止）
- 下浅間町（1981年廃止）
- 北駅町（1981年廃止）
- 奉公人町（1981年廃止）
- 南駅町（1981年廃止）
- 江戸屋町（1981年廃止）
- 枝郷町（1981年廃止）
- 藪下町（1981年廃止）
- 明道町（1981年廃止）
- 千歳町（1981年廃止）
- 上畠町（1977年廃止）
- 浅間町（1981年廃止）
- 堀詰町（1981年廃止）
- 南鷹匠町（1981年廃止）
- 塩町（1981年廃止）
- 小舟町（1981年廃止）
- 六句町（1981年廃止）
- 井桁町（1981年廃止）
- 隅田町（1981年廃止）
- 比米町（1981年廃止）
- 五条町（1981年廃止）
- 橋詰町（1977年廃止）
- 裏塩町（1981年廃止）
- 大船町（1944年一部が中村区に編入。1977年廃止）
- 沢井町（1977年廃止）
- 替地町（1977年廃止）
- 小鳥町（1944年中村区に編入）
- 花車町（1944年中村区に編入）
- 東柳町（1937年一部が中区に編入。1944年中村区に編入）
- 西柳町（1937年一部が中区に編入。1944年中村区に編入）
- 船入町（1937年一部が中区に編入。1944年中村区に編入）
- 江川端町（1980年廃止）
- 新道町（1981年廃止）
- 外田町（1981年廃止）
- 深井町（1980年廃止）
- 笹島町（1937年中区笹島町の一部を西区に編入。1944年中村区に編入）
- 長畝町（1944年栄区へ）
- 那古野町（1977年廃止）
- 早苗町（1977年廃止）
- 菊井町（1981年廃止）
- 南押切町（1994年廃止）
- 大字南押切（1941年廃止）
- 広井町（1944年中村区に編入）
- 上笹島町（1944年中村区に編入）
- 堀内町（1944年中村区に編入）
- 志摩町（1944年一部が中村区に編入。1977年廃止）
- 米屋町（1944年中村区に編入）
- 島崎町（1944年中村区に編入）
- 西菊井町（1981年廃止）
- 桜木町（1981年廃止）
- 江西町（1981年廃止）
- 西藪下町（1981年廃止）
- 枇杷島町（1994年廃止）
- 則武町（旧西区、1981年廃止）
- 児玉町（1994年廃止）
- 田幡町（1937年一部が東区に編入。1944年一部が北区へ）
- 西志賀町（1944年一部が北区へ）
- 志賀町（1937年一部が東区に編入。1944年北区へ）
- 北押切町（1994年廃止）
- 上名古屋町（1946年一部が北区に編入。1982年廃止）
- 堀端町
- 御幸本町通（1944年栄区へ）
- 菊井通（1981年廃止）
- 菊元町（1980年廃止）
- 天神山町
- 葭原町（1994年廃止）
- 浄心町（1980年廃止）
- 枇杷島通（1994年廃止）
- 東枇杷島町（1987年廃止）
- 白菊町（1987年廃止）
- 本郷町（1987年廃止）
- 琵琶里町（1987年廃止）
- 大道町（1994年廃止）
- 亀入町（1987年廃止）
- 松西町（1994年廃止）
- 上更通（1994年廃止）
- 松前町（1994年廃止）
- 縁場町（1994年廃止）
- 千田町（1994年廃止）
- 藤ノ宮通（1994年廃止）
- 米田町（1981年廃止）
- 本塚町（1981年廃止）
- 桃ノ木町（1981年廃止）
- 稲生町
- 名塚町
- 新福寺町
- 堀越町
- 安井町（1944年北区へ）
- 辻町（1937年一部が東区に編入。1944年北区へ）
- 光音寺町（1944年北区へ）
- 福徳町（1944年北区へ）
- 中切町（1944年北区へ）
- 成願寺町（1941年東春日井郡守山町瀬古の一部を編入。1944年北区へ）
- 杉村町（1944年北区へ）
- 上飯田町（1937年東区上飯田町の一部を西区に編入。1944年北区へ）
- 下飯田町（1937年東区下飯田町の一部を西区に編入。1944年北区へ）
- 新堀町（1937年東区より編入。1944年北区へ）
- 牧野町（1937年中村区牧野町の一部を西区に編入。1944年中村区牧野町に統合）

#### その後の町名設置
その後、区画整理や境界変更、住居表示によって新たな町名が続々と設置された。ここでは西区内で1937年以降に設置された町名を以下に列挙する。

##### 北区・栄区の設置まで
- 天道町（1937年、安井町・辻町。1944年北区へ）
- 金田町（1937年、安井町・辻町・光音寺町。1944年北区へ）
- 大野町（1937年、安井町・光音寺町・辻町。1944年北区へ）
- 長喜町（1937年、安井町・辻町。1944年北区へ）
- 則武新町（1938年、則武町。1981年廃止）
- 輪ノ内町（1939年、則武町。1981年廃止）
- 鳥見町（1939年、名塚町・新福寺町）
- 大金町（1939年、名塚町・新福寺町）
- 笠取町（1939年、名塚町・児玉町・新福寺町）
- 牛島町（1940年、則武町）
- 菊ノ尾通（1941年、西菊井町・菊井通・桜木町・南押切町・南押切・平野町）
- 桝形町（1942年、稲生町。1944年一部が北区へ）
- 香呑町（1942年、稲生町）
- 江向町（1942年、稲生町）
- 庄内通（1942年、稲生町・名塚町・笠取町・大金町）
- 中丸町（1942年、稲生町。1956年北区中丸町に統合）
- 又穂町（1942年、稲生町）
- 天塚町（1942年、稲生町・西志賀町）

##### 山田村編入まで
- 康生通（1947年、児玉町）
- 浄心本通（1947年、児玉町・上名古屋町）
- 万代町（1947年、児玉町・新福寺町）
- 城北町（1954年、西志賀町・稲生町・田幡町）
- 貝田町（1954年、西志賀町・稲生町）
- 秩父通（1954年、上名古屋町・田幡町・西志賀町）
- 西内江町（1954年、上名古屋町。1982年廃止）
- 内江町（1954年、上名古屋町・田幡町。1982年廃止）
- 弁天通（1954年、上名古屋町・田幡町。1980年廃止）

##### 山田村編入後
1955年、西春日井郡山田村が西区内に編入され、同村の大字は西区の大字に継承された。
山田村
それぞれ合併前の大字に「山田町」を冠した。
- 山田町平田（旧平田村）
- 山田町比良（旧比良村）
- 山田町大野木（旧大野木村）
- 山田町上小田井（旧上小田井村）
- 山田町中小田井（旧中小田井村）

その後西区内では、主に区画整理による住居表示によって新たな町名が続々と設置された。
- 上堀越町（1959年、堀越町）
- 東岸町（1959年、堀越町・新福寺町）
- 笹塚町（1959年、堀越町・新福寺町）
- あし原町（1970年、山田町中小田井）
- こも原町（1970年、山田町中小田井）
- 丸野1～2丁目（1972年、山田町平田）
- 山木1～2丁目（1972年、山田町平田）
- 円明町（1972年、山田町平田）
- 平出町（1972年、山田町平田）
- 城町（1972年、山田町平田）
- 平中町（1972年、山田町平田）
- 木前町（1972年、山田町平田）
- 見寄町（1972年、山田町平田）
- 上橋町（1972年、山田町平田）
- 西原町（1972年、山田町平田）
- 城西町（1972年、山田町平田）
- 野南町（1972年、山田町平田）
- 長先町（1972年、山田町平田）
- 十方町（1972年、山田町平田）
- 新木町（1972年、山田町平田）
- 浮野町（1972年、山田町平田）
- 中沼町（1972年、山田町平田）
- 花原町（1972年、山田町比良・山田町大野木・山田町上小田井）
- 歌里町（1972年、山田町大野木・山田町上小田井）
- 宝地町（1972年、山田町大野木・山田町上小田井・山田町比良）
- 大野木1～5丁目（1972年、山田町大野木・山田町上小田井・山田町比良）
- 赤城町（1972年、山田町上小田井・山田町大野木）
- 五才美町（1972年、山田町上小田井・山田町大野木）
- 坂井戸町（1972年、山田町上小田井）
- 市場木町（1972年、山田町上小田井・山田町大野木）
- 上小田井1～2丁目（1972年、山田町上小田井・山田町中小田井）
- 玉池町（1975年、山田町上小田井・山田町比良）
- 二方町（1975年、山田町上小田井・山田町中小田井・山田町比良）
- 南川町（1975年、山田町上小田井）
- 八筋町（1975年、山田町上小田井・山田町中小田井）
- 貴生町（1975年、山田町中小田井・山田町上小田井）
- 那古野1～2丁目（1977年、大船町・志摩町・上畠町・沢井町・橋詰町・替地町・那古野町・裏塩町・五条町・塩町・隅田町・菊井通・新道町・千歳町・明道町）
- 名駅1～3丁目（1977年、早苗町・輪ノ内町・替地町・則武町・（西区）牛島町・那古野町・江西町・菊井通・西菊井町・則武新町）
- 樋の口町（1980年、樋ノ口町）
- 城西1～5丁目（1980年、上仲町・紙漉町・五平蔵町・俵町・手木町・吹出町・深井町・泥町・北鷹匠町・江中町・上名古屋町・樋ノ口町・数寄屋町・前ノ川町・江川町・江川端町・江川横町・北野町・台所町・山神町・塩町・浅間町・堀詰町・南鷹匠町・庭町・新屋敷町、はじめ2～5丁目のみ。1丁目は1981年設置）
- 花の木1～3丁目（1980年、白塀町・花ノ木町・江川町・江川端町・台所町・押切町・北野町・天神山町・柳町・浄心町・江川横町）
- 押切1～2丁目（1980年、押切町・菊井通・菊ノ尾通・桜木町・西菊井町・馬喰町・北押切町・天神山町）
- 児玉1～3丁目（1980年、児玉町・浄心町・北押切町・浄心本通・葭原町・康生通、はじめ1～2丁目のみ。3丁目は1983年設置）
- 浄心1～2丁目（1980年、上名古屋町・浄心本通・浄心町・北押切町・児玉町・江川端町・江川横町・柳町）
- 上名古屋1～4丁目（1980年、内江町・弁天通・西内江町・上名古屋町・浄心本通・秩父通・山神町・庭町・江川端町・新屋敷町、はじめ1～2丁目のみ。3～4丁目は1982年設置）
- 中小田井1～5丁目（1980年、山田町中小田井・山田町上小田井・あし原町）
- 則武新町1～4丁目（1981年、則武新町・本塚町・桃ノ木町・菊井町・米田町・南押切町・（西区）牛島町・藤ノ宮通・大道町・桜木町・西薮下町・江西町・則武町・輪ノ内町・縁場町・菊ノ尾通・平野町、はじめ2～4丁目のみ。1丁目は1994年[4]設置）
- 浅間1～2丁目（1981年、上浅間町・浅間町・下浅間町・外田町・江川町・江戸屋町・押切町・菊井通・馬喰町・新道町）
- 新道1～2丁目（1981年、枝切町・菊元町・南駅町・奉公人町・明道町・馬喰町・新道町・薮下町・外田町・江戸屋町・菊井町・北駅町・千歳町・下浅間町・六句町・井桁町・隅田町）
- 幅下1～2丁目（1981年、小舟町・比米町・堀詰町・裏塩町・南鷹匠町・六句町・井桁町・塩町・五条町・隅田町・薮下町・下浅間町・浅間町・外田町・北駅町）
- 菊井1～2丁目（1981年、菊井通・西菊井町・菊ノ尾通・桜木町・西薮下町・江西町・輪ノ内町・千歳町）
- 比良1～4丁目（1981年、山田町比良・山田町大野木）
- 清里町（1981年、山田町比良）
- 砂原町（1981年、山田町比良）
- 堀越1～3丁目（1984年、堀越町・上堀越町）
- 南堀越1～2丁目（1984年、堀越町・琵琶里町・東岸町）
- 枇杷島1～5丁目（1987年、東枇杷島町・白菊町・本郷町・琵琶里町・亀入町・上更通・藤ノ宮通・堀越町・枇杷島通・枇杷島町・松西町・八坂町）
- 名西1～2丁目（1994年、押切町・八坂町・平野町・枇杷島町・児玉町・北押切町・葭原町・康生通・枇杷島通[4]）
- 栄生1～3丁目（1994年、大道町・松西町・上更通・松前町・縁場町・千田町・藤ノ宮通[4]）

### 中村区
中村区は1937年、中区・西区の各一部より成立した。ここでは設置当時の区内の地名を列挙する。
- 北一色町（1944年中川区に編入）
- 南平野町（1944年中川区に編入）
- 西日置町（1944年中川区に編入）
- 露橋町（1944年中川区に編入）
- 米野町（中区米野町と西区米野町を統合）
- 牧野町（中区牧野町と西区牧野町を統合。1937年一部が西区に編入。1944年西区牧野町を統合）
- 高須賀町（旧西区、1941年廃止）
- 八田町（1944年一部が中川区に編入）
- 広川町（1944年中川区に編入）
- 横堀町（1944年中川区に編入）
- 東出町（1944年中川区に編入）
- 前並町（1944年中川区に編入）
- 西宮町（1944年中川区に編入）
- 向町（1944年中川区に編入）
- 八田本町（1944年中川区に編入）
- 笈瀬町（1944年中川区に編入）
- 舟戸町（1944年中川区に編入）
- 五月通（1944年中川区に編入）
- 中京通（1944年中川区に編入）
- 三ツ池町（1944年中川区に編入）
- 若狭町（1944年中川区に編入）
- 明石通（1944年中川区に編入）
- 運河通（1944年中川区に編入）
- 九重町（1944年中川区に編入）
- 月島町（1944年中川区に編入）
- 百船町（1944年中川区に編入）
- 福住町（1944年中川区に編入）
- 柳堀町（1944年中川区に編入）
- 広住町（1944年中川区に編入）
- 小栗通（1944年中川区に編入）
- 則武町（旧中区）
- 枇杷島町
- 栄生町
- 日比津町
- 中村町
- 下中村町（旧西区。1938年中川区下中村町を統合）
- 稲葉地町
- 日吉町
- 羽衣町
- 賑町
- 大門町
- 寿町
- 中村本町
- 太閤通
- 鳥居通
- 本陣通
- 菊水町
- 東宿町
- 草薙町
- 元中村町
- 香取町
- 宿跡町
- 鳥居西通
- 靖国町
- 新富町
- 藤ノ宮通（1984年栄生町（中村区）に編入され廃止）
- 千原町
- 大日町
- 佐古前町
- 西山町（1964年塩池町に編入され廃止）
- 稲葉地本通
- 稲花町（1949年廃止）
- 小柳町（1949年稲葉地町・稲葉地本通・香取町・鳥居西通に編入され廃止）

#### その後の町名設置
- 日置通（1937年、西日置町・若狭町。1944年中川区に編入）
- 愛知町（1938年、北一色町。1944年中川区に編入）
- 黄金通（1939年、米野町・北一色町）
- 大正町（1939年、米野町）
- 熊野町（1939年、米野町・下中村町・北一色町）
- 権現通（1939年、米野町）
- 郷前町（1939年、米野町）
- 二ツ橋町（1939年、下中村町・米野町）
- 城主町（1939年、下中村町・米野町）
- 千成通（1939年、下中村町・米野町）
- 白子町（1939年、下中村町・米野町）
- 名西通（1939年、下中村町・高須賀町）
- 日ノ宮町（1939年、下中村町・高須賀町）
- 竹橋町（1940年、米野町・牧野町・則武町）
- 椿町（1940年、牧野町・米野町・則武町・（中区）笹島町）
- 則武本通（1940年、則武町・米野町）
- 若宮町（1940年、則武町・米野町・日比津町）
- 鷹羽町（1940年、則武町・牧野町・本陣通。1977年廃止）
- 亀島町（1940年、則武町。1974年廃止）
- 上ノ宮町（1940年、則武町・日比津町）
- 大秋町（1940年、則武町・日比津町）
- 中島町（1940年、則武町・米野町）
- 道下町（1940年、則武町・日比津町・中村町）
- 井深町（1940年、則武町・千原町・藤ノ宮通・本陣通）
- 松原町（1940年、則武町）
- 十王町（1940年、則武町・（中村区）栄生町・日比津町・大日町・本陣通・鳥居通）
- 森田町（1940年、日比津町・則武町）
- 高道町（1940年、日比津町・（中村区）栄生町・大日町）
- 藤江町（1940年、日比津町・中村町）
- 森末町（1940年、日比津町・中村町）
- 深川町（1941年、米野町・北一色町）
- 長戸井町（1941年、米野町・北一色町）
- 下米野町（1941年、米野町）
- 平池町（1941年、米野町・南平野町）
- 上米野町（1941年、米野町）
- 京田町（1941年、米野町・下中村町・高須賀町）
- 南禰宜町（1944年中区より編入。1981年廃止）
- 蘇鉄町（1944年中区より編入。1981年廃止）
- 内屋敷町（1944年中区より編入。1981年廃止）
- 納屋町（1944年中区より編入。1981年廃止）
- 水主町（1944年中区より編入。1981年廃止）
- 禰宜町（1944年中区より編入。1981年廃止）
- 北禰宜町（1944年中区より編入。1981年廃止）
- 泥江町（1944年中区より編入。1977年廃止）
- 下笹島町（1944年中区より編入。1981年廃止）
- 下広井町（1944年中区より編入。1981年廃止）
- 広小路西通（1944年中区より編入。1981年廃止）
- 笹島町（1944年に中区笹島町と西区笹島町を中村区笹島町として統合。1981年廃止）
- 岩塚町（1944年中川区岩塚町の一部を中村区に編入）
- 高須賀町（1944年中川区高須賀町を中村区に編入）
- 烏森町（1944年中川区烏森町の一部を中村区に編入）
- 長草町（1944年中川区より編入）
- 野田町（1944年中川区野田町の一部を中村区に編入）
- 横井町（1944年中川区より編入）
- 牛田通（1944年中川区より編入）
- 北浦町（1944年中川区より編入）
- 畑江通（1944年中川区より編入）
- 角割町（1944年中川区より編入）
- 北畑町（1944年中川区より編入）
- 大船町（1944年西区大船町の一部を中村区に編入。1977年廃止）
- 小鳥町（1944年西区より編入。1977年廃止）
- 花車町（1944年西区より編入。1977年廃止）
- 東柳町（1944年西区より編入。1981年廃止）
- 西柳町（1944年西区より編入。1981年廃止）
- 船入町（1944年西区より編入。1981年廃止）
- 広井町（1944年西区より編入。1977年廃止）
- 上笹島町（1944年西区より編入。1977年廃止）
- 堀内町（1944年西区より編入。1977年廃止）
- 志摩町（1944年西区志摩町の一部を中村区に編入。1977年廃止）
- 米屋町（1944年西区より編入。1977年廃止）
- 島崎町（1944年西区より編入。1977年廃止）
- 若狭町（1946年中川区より編入。1981年廃止）
- 日置通（1946年中川区より編入、1981年廃止）
- 猪之越町（1947年、日比津町・新富町）
- 豊幡町（1947年、日比津町・稲葉地町・中村町）
- 諏訪町（1947年、日比津町）
- 橋下町（1947年、日比津町）
- 中村中町（1947年、中村町・下中村町）
- 乾出町（1947年、下中村町・中村町）
- 鈍池町（1947年、下中村町）
- 砂田町（1947年、下中村町・香取町）
- 押木田町（1947年、下中村町）
- 上石川町（1947年、下中村町・稲葉地町）
- 下中通（1947年、下中村町・稲葉地町。1954年上石川町に編入され廃止）
- 豊国通（1947年、下中村町・（中村区）烏森町・（中村区）岩塚町）
- 塩池町（1947年、新富町・（中村区）栄生町・日比津町・西山町）
- 西米野町（1949年、米野町・日比津町）
- 長筬町（1949年、稲葉地町）
- 向島町（1949年、稲葉地町・(中村区）岩塚町）
- 稲上町（1949年、稲花町・稲葉地町・稲葉地本通・宿跡町）
- 城屋敷町（1949年、稲花町・稲葉地町・稲葉地本通）
- 名楽町（1950年、米野町・中村町・日比津町・則武町・若宮町・太閤通）
- 大宮町（1950年、下中村町・日比津町・米野町）
- 五反城町（1954年、（中村区）岩塚町・向島町）
- 岩塚本通（1959年、（中村区）岩塚町）
- 荒輪井町（1960年、稲葉地町・（中村区）岩塚町）
- 西栄町（1960年、稲葉地町・（中村区）岩塚町）
- 鴨付町（1960年、（中村区）岩塚町・稲葉地町）
- 稲西町（1965年、稲葉地町・荒輪井町・（中村区）岩塚町）
- 岩上町（1965年、稲葉地町・（中村区）岩塚町）
- 沖田町（1966年、（中村区）岩塚町・（中村区）烏森町・鈍池町・日ノ宮町・高須賀町）
- 剣町（1966年、（中村区）岩塚町・向島町・鴨付町）
- 宮塚町（1966年、（中村区）岩塚町・西栄町）
- 小鴨町（1966年、（中村区）岩塚町・鴨付町）
- 二瀬町（1966年、向島町・（中村区）岩塚町）
- 並木1～2丁目（1969年、（中村区）岩塚町・（中村区）烏森町・（中村区）八田町）
- 運河町（1973年、米野町）
- 亀島1～2丁目（1974年、亀島町・本陣通・鷹羽町・則武町・則武本通）
- 則武1～2丁目（1974年、則武町・鷹羽町・則武本通・椿町）
- 名駅1～5丁目（1977年、泥江町・堀内町・上笹島町・米屋町・志摩町・花車町・鷹羽町・島崎町・船入町・西柳町・小鳥町・大船町・広井町・東柳町・広小路西通・笹島町・牧野町）
- 那古野1丁目（1977年、小鳥町・大船町）
- 八社1～2丁目（1980年、（中村区）岩塚町・横井町・野田町）
- 横井1～2丁目（1980年、横井町・（中村区）岩塚町。中村区内は1980年設置）
- 川前町（1980年、横井町・野田町）
- 横前町（1980年、横井町・野田町）
- 松重町（1980年、水主町・日置通）
- 名駅南1～5丁目（1980年、日置通・東柳町・広小路西通・笹島町・北禰宜町・禰宜町・南禰宜町・内屋敷町・納屋町・蘇鉄町・下笹島町・下広井町・船入町・西柳町・若狭町・太閤通・水主町・牧野町、はじめ5丁目のみ。1～4丁目および中川区内は1981年設置）
- 西日置1丁目（1980年、日置通）
- 太閤1～5丁目（1981年、平池町・牧野町・上米野町・太閤通・郷前町・権現通）
- 野上町（1981年、（中村区）岩塚町・野田町）

### 中区

#### 中区（1937年～1945年）
1937年、中区内の一部より熱田区・昭和区・中川区・中村区が分立した。

##### 中区（1937年当時）
ここでは1937年当時の中区内の地名を列挙する。
- 鉄砲町（1944年栄区へ）
- 末広町（1944年栄区へ）
- 南久屋町（1944年栄区へ）
- 南鍛冶屋町（1944年栄区へ）
- 南大津町（1938年廃止）
- 南伊勢町（1944年栄区へ）
- 南呉服町（1944年栄区へ）
- 住吉町（1944年栄区へ）
- 八百屋町（1944年栄区へ）
- 南長島町（1944年栄区へ）
- 南桑名町（1944年栄区へ）
- 南伏見町（1944年栄区へ）
- 南園町（1944年栄区へ）
- 材木町（1944年栄区へ）
- 天王崎町（1944年栄区へ）
- 栄町（1944年栄区へ）
- 入江町（1944年栄区へ）
- 横三ツ蔵町（1944年栄区へ）
- 月見町（1944年栄区へ）
- 大坂町（1944年栄区へ）
- 西瓦町（1944年栄区へ）
- 池田町
- 竪三ツ蔵町（1944年栄区へ）
- 中ノ町（1944年栄区へ）
- 白川町（1944年栄区へ）
- 矢場町（1944年栄区へ）
- 南武平町（1944年栄区へ）
- 南瓦町（1944年栄区へ）
- 西洲崎町（1944年栄区へ）
- 松重町（1944年中川区に編入）
- 役割町
- 東角町
- 富岡町
- 常盤町
- 音羽町
- 永楽町
- 花園町
- 城代町
- 日出町（1944年一部が栄区へ）
- 若松町
- 榎町
- 梅園町
- 吾妻町
- 根津町
- 天王町
- 西角町
- 岩井町
- 金沢町
- 上日置町
- 東洲崎町
- 鶯谷町
- 前塚町
- 下堀川町
- 門前町
- 橘町
- 古渡町
- 下日置町
- 旅籠町
- 上堀川町
- 西脇町
- 葛町
- 古郷町
- 蛭子町
- 裏門前町
- 正木町
- 東橘町
- 梅川町
- 飴屋町
- 下茶屋町
- 伊勢山町
- 下前津町
- 不二見町
- 上前津町
- 春日町
- 小林町
- 三輪町
- 車道町（1944年栄区へ）
- 南辰巳町（1944年栄区へ）
- 奥田町（1944年栄区へ）
- 東田町（1944年栄区へ）
- 下奥田町（1944年栄区へ）
- 白山町（1944年栄区へ）
- 流川町（1944年栄区へ）
- 東瓦町（1944年栄区へ）
- 宮出町（1937年一部が東区に編入。1944年栄区へ）
- 南小川町（1944年栄区へ）
- 七曲町（1944年栄区へ）
- 南新町（1944年栄区へ）
- 西新町（1944年栄区へ）
- 東柳町（1937年西区東柳町の一部を中区に編入。1938年廃止）
- 西柳町（1937年西区西柳町の一部を中区に編入。1938年廃止）
- 船入町（1937年西区船入町の一部を中区に編入。1938年廃止）
- 南禰宜町（1944年中村区に編入）
- 蘇鉄町（1944年中村区に編入）
- 内屋敷町（1944年中村区に編入）
- 納屋町（1944年中村区に編入）
- 水主町（1944年中村区に編入）
- 禰宜町（1944年中村区に編入）
- 笹島町（1937年一部が西区に編入。1944年中村区に編入）
- 北禰宜町（1944年中村区に編入）
- 泥江町（1944年中村区に編入）
- 東古渡町
- 下笹島町（1944年中村区に編入）
- 下広井町（1944年中村区に編入）
- 新栄町（1944年栄区へ）
- 塚越町（1944年栄区へ）
- 西塚町（1944年栄区へ）
- 宮前町（1944年一部が栄区へ）
- 西境町
- 東陽町
- 板橋町
- 鶴舞町
- 松枝町
- 西松枝町
- 大池町
- 養老町
- 千早町
- 老松町（1944年一部が栄区へ）
- 西白山町（1944年栄区へ）
- 丸田町
- 西川端町
- 東川端町
- 三田町
- 元田町（1944年一部が昭和区に編入）
- 松島町
- 松元町
- 大井町
- 薮田町（1944年昭和区に編入）
- 葉場町
- 長岡町
- 流町
- 向田町
- 東雲町
- 古沢町
- 御器所町
- 米浜町
- 七本松町
- 菊里町（1944年栄区へ）
- 大清水町（1944年昭和区に編入）
- 広小路通（1944年栄区へ）
- 岩井通
- 千種町
- 西裏町（1937年東区西裏町の一部を中区に編入。1942年廃止）

##### 中区（1937年～1945年）
また、1945年までに以下の町が設置された。
- 南大津通（1938年、南大津町・裏門前町・上前津町・小林町・三輪町・矢場町。1944年一部が栄区へ）
- 広小路西通（1938年、船入町・東柳町・西柳町・笹島町・禰宜町。1944年中村区に編入）
- 千郷町（1942年、西裏町・千種町・（千種区）千種町。1944年栄区へ）
- 波寄町（1944年熱田区より編入）
- 金山町（1944年熱田区金山町の一部を中区に編入）

#### 栄区
栄区は1944年、中区・東区・西区の一部より成立した。ここでは設置当時の地名を列挙する。
- 鉄砲町
- 末広町
- 南久屋町
- 南鍛冶屋町
- 南伊勢町
- 南呉服町
- 住吉町
- 八百屋町
- 南長島町
- 南桑名町
- 南伏見町
- 南園町
- 材木町
- 天王崎町
- 栄町
- 入江町
- 横三ツ蔵町
- 月見町
- 大坂町
- 西瓦町
- 竪三ツ蔵町（中区竪三ツ蔵町と西区竪三ツ蔵町を統合）
- 中ノ町
- 白川町
- 矢場町
- 南武平町
- 南瓦町
- 西洲崎町
- 日出町
- 車道町
- 南辰巳町
- 奥田町
- 東田町
- 下奥田町
- 白山町
- 流川町
- 東瓦町
- 宮出町（中区宮出町と東区宮出町を統合）
- 南小川町
- 七曲町（中区七曲町と東区七曲町を統合）
- 南新町
- 西新町（中区西新町と東区西新町を統合）
- 新栄町
- 塚越町
- 西塚町
- 宮前町
- 老松町
- 西白山町
- 菊里町
- 広小路通
- 南大津通
- 千郷町
- 上長者町
- 下長者町
- 長島町
- 島田町
- 桑名町
- 桶屋町
- 伏見町
- 伊倉町
- 上園町
- 下園町
- 皆戸町
- 木挽町
- 南外堀町（西区南外堀町と東区南外堀町を統合）
- 和泉町
- 茶屋町
- 車町
- 小田原町
- 西万町
- 東万町
- 西菅原町
- 菅原町
- 伝馬町（旧西区伝馬町）
- 袋町
- 本重町
- 園井町
- 長畝町
- 御幸本町通
- 久屋町
- 関鍛冶町
- 小市場町
- 大津町
- 朝日町
- 伊勢町
- 鶴重町
- 呉服町
- 針屋町
- 七間町
- 富沢町
- 京町
- 中市場町
- 西魚町
- 東魚町
- 梅枝町
- 研屋町
- 桜町
- 東桜町
- 宮町
- 神楽町
- 東袋町
- 宝町
- 東本重町
- 蒲焼町
- 東外堀町
- 主税町
- 武平町
- 石町
- 杉ノ町
- 車道東町
- 東門前町
- 駿河町
- 東新町

#### 中区（1945年～）
1945年、太平洋戦争による栄区の人口激減により、旧・中区と栄区が合区し中区が新設された。その当時の町名を以下に列挙する。
- 池田町（1969年廃止）
- 役割町（1969年廃止）
- 東角町（1969年廃止）
- 富岡町（1969年廃止）
- 常盤町（1969年廃止）
- 音羽町（1969年廃止）
- 永楽町（1969年廃止）
- 花園町（1969年廃止）
- 城代町（1969年廃止）
- 日出町（中区日出町と栄区日出町を統合。1969年廃止）
- 若松町（1969年廃止）
- 榎町（1969年廃止）
- 梅園町（1969年廃止）
- 吾妻町（1969年廃止）
- 根津町（1969年廃止）
- 天王町（1969年廃止）
- 西角町（1969年廃止）
- 岩井町（1969年廃止）
- 金沢町（1974年廃止）
- 上日置町（1974年廃止）
- 東洲崎町（1969年廃止）
- 鶯谷町（1969年廃止）
- 前塚町（1974年廃止）
- 下堀川町（1974年大部分が廃止。一部残存）
- 門前町
- 橘町（1974年廃止）
- 古渡町
- 下日置町（1974年廃止）
- 旅籠町（1974年廃止）
- 上堀川町（1969年大部分が廃止。一部残存）
- 西脇町（1974年廃止）
- 葛町（1974年廃止）
- 古郷町（1974年廃止）
- 蛭子町（1974年廃止）
- 裏門前町（1974年廃止）
- 正木町（1980年大部分が廃止。一部残存）
- 東橘町（1974年廃止）
- 梅川町（1974年廃止）
- 飴屋町（1974年廃止）
- 下茶屋町（1977年廃止）
- 伊勢山町（1977年廃止）
- 下前津町（1974年廃止）
- 不二見町（1974年廃止）
- 上前津町（1974年廃止）
- 春日町（1974年廃止）
- 小林町（1969年廃止）
- 三輪町（1969年廃止）
- 東古渡町（1980年大部分が廃止。一部残存）
- 宮前町（中区宮前町と栄区宮前町を統合。1977年廃止）
- 西境町（1977年廃止）
- 東陽町（1977年廃止）
- 板橋町（1969年廃止）
- 鶴舞町（1969年廃止）
- 松枝町（1969年廃止）
- 西松枝町（1969年廃止）
- 大池町（1977年廃止）
- 養老町（1977年廃止）
- 千早町（1977年廃止）
- 老松町（中区老松町と栄区老松町を統合。1977年廃止）
- 丸田町（1977年廃止）
- 西川端町（1977年廃止）
- 東川端町（1969年廃止）
- 三田町（1969年廃止）
- 元田町（1946年昭和区元田町を統合、1969年廃止）
- 松島町（1969年廃止）
- 松元町（1969年廃止）
- 大井町
- 葉場町（1974年廃止）
- 長岡町（1974年廃止）
- 流町（1974年廃止）
- 向田町（1979年廃止）
- 東雲町（1977年廃止）
- 古沢町（1977年廃止）
- 御器所町（1979年廃止）
- 米浜町（1974年廃止）
- 七本松町（1969年廃止）
- 岩井通（1974年大部分が廃止。一部残存）
- 千種町（1977年廃止）
- 南大津通（中区南大津通と栄区南大津通を統合。1969年廃止）
- 波寄町（1946年一部が熱田区に編入。1974年廃止）
- 金山町（1946年熱田区金山町に統合）
- 鉄砲町（1969年廃止）
- 末広町（1969年廃止）
- 南久屋町（1969年廃止）
- 南鍛冶屋町（1969年廃止）
- 南伊勢町（1969年廃止）
- 南呉服町（1969年廃止）
- 住吉町（1969年廃止）
- 八百屋町（1969年廃止）
- 南長島町（1969年廃止）
- 南桑名町（1969年廃止）
- 南伏見町（1969年廃止）
- 南園町（1969年廃止）
- 材木町（1966年廃止）
- 天王崎町（1969年大部分が廃止、一部残存）
- 栄町（1976年までに大部分が栄2・3丁目に移行したが、一部残存）
- 入江町（1969年廃止）
- 横三ツ蔵町（1969年廃止）
- 月見町（1969年廃止）
- 大坂町（1969年廃止）
- 西瓦町（1977年廃止）
- 竪三ツ蔵町（1966年廃止）
- 中ノ町（1966年廃止）
- 白川町（1969年廃止）
- 矢場町（1969年廃止）
- 南武平町（1969年廃止）
- 南瓦町（1977年廃止）
- 西洲崎町（1969年大部分が廃止。一部残存）
- 車道町（1977年廃止）
- 南辰巳町（1977年廃止）
- 奥田町（1947年廃止）
- 東田町（1977年廃止）
- 下奥田町（1977年廃止）
- 白山町（1977年廃止）
- 流川町（1977年廃止）
- 東瓦町（1977年廃止）
- 宮出町（1946年一部が東区に編入。1977年廃止）
- 南小川町（1977年廃止）
- 七曲町（1946年一部が東区に編入。1969年廃止）
- 南新町（1977年廃止）
- 西新町（1946年一部が東区に編入。1976年新栄町に編入され廃止）
- 新栄町
- 塚越町（1977年廃止）
- 西塚町（1977年廃止）
- 菊里町（1977年廃止）
- 西白山町（1977年廃止）
- 広小路通（1966年廃止）
- 千郷町（1977年廃止）
- 上長者町（1966年廃止）
- 下長者町（1966年廃止）
- 長島町（1966年廃止）
- 島田町（1966年廃止）
- 桑名町（1966年廃止）
- 桶屋町（1966年廃止）
- 伏見町（1966年廃止）
- 伊倉町（1966年廃止）
- 上園町（1966年廃止）
- 下園町（1966年廃止）
- 皆戸町（1966年廃止）
- 木挽町（1966年大部分が廃止、一部残存）
- 南外堀町（1947年一部が東区に編入、1981年大部分が廃止、一部残存）
- 和泉町（1966年廃止）
- 茶屋町（1966年廃止）
- 車町（1966年廃止）
- 小田原町（1966年廃止）
- 西万町（1966年廃止）
- 東万町（1966年廃止）
- 西菅原町（1966年廃止）
- 菅原町（1966年廃止）
- 伝馬町（中区伝馬町は1966年廃止）
- 袋町（1966年廃止）
- 本重町（1966年廃止）
- 園井町（1966年廃止）
- 長畝町（1968年大部分が廃止、一部残存）
- 御幸本町通（1966年廃止）
- 久屋町（1946年東区に編入）
- 関鍛冶町（1966年廃止）
- 小市場町（1969年に大部分が廃止、一部残存）
- 大津町（1966年廃止）
- 朝日町（1966年廃止）
- 伊勢町（1966年廃止）
- 鶴重町（1966年廃止）
- 呉服町（1966年廃止）
- 針屋町（1966年廃止）
- 七間町（1966年廃止）
- 富沢町（1966年廃止）
- 京町（1966年廃止）
- 中市場町（1946年一部が東区に編入。1966年廃止）
- 西魚町（1966年廃止）
- 東魚町（1966年廃止）
- 梅枝町（1966年廃止）
- 研屋町（1966年廃止）
- 桜町（1966年廃止）
- 東桜町（1966年廃止）
- 宮町（1966年廃止）
- 神楽町（1946年一部が東区に編入。1966年廃止）
- 東袋町（1966年廃止）
- 宝町（1966年廃止）
- 東本重町（1966年廃止）
- 蒲焼町（1966年廃止）
- 東外堀町（1946年東区に編入）
- 主税町（1946年東区主税町に統合）
- 武平町（1946年東区に編入）
- 石町（1946年東区石町に統合）
- 杉ノ町（1946年東区杉ノ町に統合）
- 車道東町（1981年新栄3丁目に編入され廃止）
- 東門前町（1946年東区に編入）
- 駿河町（1946年東区に編入）
- 東新町（1946年一部が東区に編入。1976年新栄町に編入され廃止）

##### その後の町名設置
その後中区内では、区画整理や境界変更、住居表示によって新たな町名が続々と設置された。ここではその町名を以下に列挙する。
- 桜田町（1946年熱田区より編入。1979年廃止）
- 薮田町（1946年昭和区より編入。1969年廃止）
- 大清水町（1946年昭和区より編入。1969年廃止）
- 王子町（1947年、奥田町・下奥田町・塚越町・西塚町。1977年廃止）
- 青木町（1947年、奥田町・下奥田町・東田町。1977年廃止）
- 金山町（1956年熱田区より編入。1977年廃止）
- 栄1～5丁目（1966年、南伏見町・横三ツ蔵町・入江町・鉄砲町・南桑名町・南長島町・八百屋町・住吉町・南伊勢町・南呉服町・池田町・大坂町・七曲町・小市場町・南久屋町・南武平町・月見町・松島町・栄町・宮出町・木挽町・竪三ツ蔵町・天王崎町・常盤町・中ノ町・西洲崎町・東角町・東洲崎町・広小路通・南園町・役割町・白川町・末広町・富岡町・日出町・御幸本町通・富沢町・南大津通・南鍛冶屋町・門前町・矢場町・西川端町・新栄町・西瓦町・西新町・南新町・東陽町・東川端町・松元町・丸田町・南瓦町・針屋町、はじめ1～3丁目のみ。4～5丁目は1969年設置）
- 丸の内1～3丁目（1966年、和泉町・車町・西万町・小田原町・茶屋町・東万町・梅枝町・京町・研屋町・中市場町・西魚町・東魚町・上園町・木挽町・材木町・西菅原町・伏見町・皆戸町・上長者町・桑名町・菅原町・長島町・御幸本町通・伊勢町・大津町・呉服町・桜町・七間町・関鍛冶町・東桜町・南外堀町・（東区）久屋町）
- 錦1～3丁目（1966年、宮町・伊倉町・下園町・園井町・(中区)伝馬町・袋町・本重町・桶屋町・島田町・下長者町・朝日町・神楽町・蒲焼町・宝町・鶴重町・東袋町・東本重町・富沢町・針屋町・上園町・小市場町・木挽町・材木町・竪三ツ蔵町・中ノ町・西菅原町・広小路通・伏見町・皆戸町・上長者町・桑名町・栄町・菅原町・長島町・御幸本町通・東桜町・伊勢町・大津町・呉服町・桜町・七間町・関鍛冶町・（東区）久屋町）
- 本丸（1968年、南外堀町）
- 二の丸（1968年、南外堀町）
- 三の丸1～4丁目（1968年、長畝町・南外堀町）
- 大須1～4丁目（1969年、吾妻町・岩井町・鶯谷町・梅園町・永楽町・榎町・音羽町・上堀川町・城代町・天王町・天王崎町・常盤町・富岡町・西角町・西洲崎町・根津町・花園町・東角町・東洲崎町・南園町・役割町・若松町・白川町・末広町・日出町・小林町・南大津通・三輪町・矢場町・岩井通・上日置町・金沢町・門前町・裏門前町・上前津町・大池町・西川端町・南鍛冶屋町・栄1～3丁目）
- 千代田1～5丁目（1969年、松枝町・西松枝町・七本松町・三田町・元田町・大清水町・薮田町・板橋町・鶴舞町・大池町・西川端町・東陽町・東川端町・松元町・丸田町・御器所町・千早町・老松町・養老町・西境町・宮前町、はじめ1～4丁目のみ。5丁目は1977年設置）
- 松原1～3丁目（1974年、上日置町・西脇町・葛町・米浜町・古郷町・蛭子町・岩井通・金沢町・下堀川町・旅籠町・前塚町・下日置町・下茶屋町・橘町・古渡町）
- 橘1～2丁目（1974年、梅川町・橘町・旅籠町・前塚町・下日置町・下茶屋町・古渡町・飴屋町・裏門前町・下前津町・東橘町・不二見町・門前町）
- 富士見町（1974年、飴屋町・下前津町・不二見町・西川端町・大井町）
- 上前津1～2丁目（1974年、上前津町・春日町・裏門前町・飴屋町・岩井通・東橘町・門前町・西川端町・大池町・不二見町）
- 平和1～2丁目（1974年、西川端町・大井町・長岡町・葉場町・古沢町・御器所町・向田町）
- 金山1～5丁目（1974年、流町・桜田町・波寄町・（中区）金山町・長岡町・葉場町・古沢町・向田町・東古渡町・東雲町・古渡町・御器所町・西川端町・平和2丁目、はじめ2～4丁目のみ。1丁目が1977年に、5丁目が1979年にそれぞれ設置）
- 葵1～3丁目（1976年、新栄町・東田町）
- 東桜1～2丁目（1976年、新栄町・（中区）東新町・東田町・南小川町・（中区）宮出町）
- 正木1～4丁目（1977年、正木町・古渡町・下茶屋町、はじめ1～3丁目のみ。4丁目は1980年設置）
- 伊勢山1～2丁目（1977年、伊勢山町・古沢町・下茶屋町・東雲町・東古渡町・古渡町）
- 新栄1～3丁目（1977年、宮出町・南小川町・西瓦町・東瓦町・南瓦町・南新町・東田町・流川町・南辰巳町・車道町・菊里町・千郷町・下奥田町・塚越町・王子町・青木町・西塚町・東陽町・白山町・西白山町・千種町・西境町・養老町・老松町・千早町・車道東町・（中区）新栄町・（中区）東桜2丁目・（中区）葵1丁目・千代田1丁目・宮前町・丸田町）
- 金山町1丁目（1980年、東古渡町・古渡町）
- 新尾頭1丁目（1980年、正木町・古渡町）

### 昭和区
昭和区は1937年、中区・南区の各一部より成立した。ここでは設置当時の区内の地名を列挙する。
- 鶴舞町
- 御器所町
- 広路町
- 出口町
- 広見町
- 永金町
- 丸屋町
- 桜山町
- 池端町
- 陶生町
- 下構町
- 大和町
- 狭間町
- 東郊通
- 都島町（1972年廃止）
- 滝子通
- 高辻通（1972年廃止）
- 洲原町（1972年廃止）
- 吸場町（1972年廃止）
- 白金町（1972年廃止）
- 島西町（1972年廃止）
- 島退町（1972年廃止）
- 小針町（1972年廃止）
- 御所町（1972年廃止）
- 幸楽町（1972年廃止）
- 鎌田町（1972年廃止）
- 江越町（1970年廃止）
- 円上町
- 村田町（1972年廃止）
- 堀江町（1972年廃止）
- 福江町（1972年廃止）
- 広池町
- 山脇町
- 桜井町（1972年廃止）
- 天池町（1972年廃止）
- 檀渓通（1956年一部が瑞穂区に編入）
- 汐見町
- 五軒家町
- 隼人町
- 上山町（1944年一部が瑞穂区へ）
- 南山町（1944年一部が瑞穂区へ）
- 東畑町
- 阿由知通
- 吹上町
- 明月町
- 若柳町
- 緑町
- 松風町
- 広瀬町
- 天神町
- 鶴羽町
- 台町
- 小桜町
- 小坂町
- 御器所通
- 紅梅町
- 北山町
- 恵方町
- 曙町
- 車田町
- 雪見町
- 長池町
- 戸田町
- 塩付通
- 菊園町
- 荒田町
- 藤成通
- 木市町
- 八雲町（1964年一部が千種区に編入）
- 滝川町
- 川名山町
- 楽園町
- 山里町
- 八事本町
- 妙見町
- 高峯町（1964年一部が千種区に編入）
- 山手通（1964年一部が千種区に編入）
- 宮東町（1964年一部が千種区に編入）
- 田代町（旧中区。1945年宮東町に編入され廃止）
- 熱田東町（1944年瑞穂区へ）
- 瑞穂町（1944年瑞穂区へ）
- 弥富町（1944年瑞穂区へ）
- 桜見町（1944年瑞穂区へ）
- 洲雲町（1944年瑞穂区へ）
- 御剱町（1944年瑞穂区へ）
- 汐路町（1944年瑞穂区へ）
- 太田町（1944年瑞穂区へ）
- 亀城町（1944年瑞穂区へ）
- 船原町（1944年瑞穂区へ）
- 雁道町（1944年瑞穂区へ）
- 平郷町（1944年瑞穂区へ）
- 宝田町（1944年瑞穂区へ）
- 直来町（1944年瑞穂区へ）
- 牛巻町（1944年瑞穂区へ）
- 豆田町（1944年瑞穂区へ）
- 堀田通（1944年瑞穂区へ）
- 二野町（1944年瑞穂区へ）
- 春敲町（1944年瑞穂区へ）
- 須田町（1944年瑞穂区へ）
- 竹田町（1944年瑞穂区へ）
- 御莨町（1944年瑞穂区へ）
- 大殿町（1944年瑞穂区へ）
- 石川町（1944年瑞穂区へ）
- 松月町（1944年瑞穂区へ）
- 村上町（1944年瑞穂区へ）
- 田辺通（1944年瑞穂区へ）
- 大喜新町（1944年瑞穂区へ）
- 春山町（1944年瑞穂区へ）
- 密柑山町（1944年瑞穂区へ）
- 下山町（1944年瑞穂区へ）
- 師長町（1944年瑞穂区へ）
- 山下通（1944年瑞穂区へ）
- 初日町（1944年瑞穂区へ）
- 陽明町（1944年瑞穂区へ）
- 高田町（1944年瑞穂区へ）
- 瑞穂通（1944年瑞穂区へ）
- 川澄町（1944年瑞穂区へ）
- 中山町（1944年瑞穂区へ）
- 東栄町（1944年瑞穂区へ）
- 駒場町（1944年瑞穂区へ）
- 佐渡町（1944年瑞穂区へ）
- 北原町（1944年瑞穂区へ）
- 松栄町（1944年瑞穂区へ）

#### その後の町名設置
その後昭和区内での区画整理や境界変更、周辺自治体の編入や住居表示によって新たな町名が続々と設置された。ここではその町名を以下に列挙する。

##### 瑞穂区設置まで
- 花見通（1938年、広路町）
- 萩原町（1938年、広路町）
- 西畑町（1938年、広路町）
- 長戸町（1938年、広路町）
- 川原通（1938年、広路町）
- 川名町（1938年、広路町）
- 石仏町（1938年、広路町・台町・明月町・松風町・恵方町）
- 南分町（1938年、広路町）
- 山花町（1938年、広路町）
- 安田通（1938年、広路町）
- 広路通（1938年、広路町）
- 広路本町（1938年、広路町）
- 折戸町（1938年、広路町）
- 川名本町（1938年、広路町）
- 元宮町（1938年、広路町・田代町）
- 駒方町（1938年、広路町）
- 伝馬町（1939年熱田区伝馬町の一部を昭和区に編入。1944年瑞穂区へ）
- 北山本町（1941年、狭間町・雪見町・吹上町・鶴羽町・山脇町・緑町・小桜町・北山町・広瀬町・曙町）
- 田面町（1942年、広路町・田代町）
- 神村町（1942年、広路町・田代町）
- 伊勝町（1942年、広路町）
- 山中町（1942年、広路町）
- 向山町（1942年、広路町）
- 前山町（1942年、広路町）
- 福原町（1942年、広路町・田代町）
- 日向町（1943年、弥富町。1944年瑞穂区へ）
- 玉水町（1943年、弥富町。1944年瑞穂区へ）
- 八勝通（1943年、弥富町・下山町。1944年瑞穂区へ）
- 岳見町（1943年、弥富町。1944年瑞穂区へ）
- 弥富ヶ丘町（1943年、弥富町。1944年瑞穂区へ）
- 元田町（1944年中区元田町の一部を昭和区に編入。1946年中区元田町に統合）
- 薮田町（1944年中区より編入。1946年中区に編入）
- 大清水町（1944年中区より編入。1946年中区に編入）

##### 天白村編入から名東区・天白区成立まで
戦後の1955年、天白村が昭和区内に編入され、同村の大字は昭和区の大字に継承された。
天白村
それぞれ合併前の大字に「天白町」を冠した。
- 天白町島田（旧島野村。1975年天白区へ）
- 天白町野並（旧島野村。1975年天白区へ）
- 天白町植田（旧植田村。1975年一部が千種区に編入、残部は名東区・天白区へ）
- 天白町平針（旧平針村。1975年天白区へ）
- 天白町八事[注釈 5]（旧弥富村。1975年一部が天白区へ。1992年廃止）

その後昭和区内では、主に区画整理による住居表示によって新たな町名が続々と設置された。
- 桜田町（1958年熱田区桜田町の一部を昭和区に編入。1972年廃止）
- 池内町（1958年熱田区池内町の一部を昭和区に編入、1972年廃止）
- 六野町（1958年熱田区六野町の一部を昭和区に編入、1970年廃止）
- 植園町（1961年、天白町植田。同年10月千種区植園町に統合）
- 一つ山（1965年、天白町島田。1975年天白区へ）
- 久方1～2丁目（1968年、天白町野並・天白町島田・一つ山・（緑区）鳴海町。1975年天白区へ）
- 山郷町（1969年、天白町島田。1975年天白区へ）
- 高坂町（1970年、天白町島田。1975年天白区へ）
- 御前場町（1970年、天白町島田。1975年天白区へ）
- 大根町（1970年、天白町島田。1975年天白区へ）
- 高辻町（1970年、(昭和区)六野町・江越町・高辻通・東郊通）
- 池見1～2丁目（1971年、天白町八事。1975年天白区へ）
- 元八事1～5丁目（1971年、天白町八事。1975年天白区へ）
- 中砂町（1971年、天白町八事。1975年天白区へ）
- 道明町（1971年、天白町八事。1975年天白区へ）
- 滝子町（1972年、御器所町・滝子通・村田町）
- 御器所1～4丁目（1972年、島退町・洲原町・都島町・東郊通・天池町・御器所町・御所町・桜井町）
- 鶴舞1～4丁目（1972年、小針町・島西町・幸楽町・御器所町・鶴舞町・東郊通・山脇町・狭間町・吸場町・桜井町・洲原町）
- 白金1～3丁目（1972年、鎌田町・白金町・吸場町・高辻通・東郊通・福江町）
- 村雲町（1972年、円上町・御器所町・都島町・東郊通）
- 山根町（1972年、天白町島田。1975年天白区へ）
- 西入町（1972年、天白町島田。1975年天白区へ）
- 福江1～3丁目（1972年、桜田町・池内町・堀江町・御器所町・吸場町・白金町・福江町・高辻通）
- 福池1～2丁目（1974年、天白町野並。1975年天白区へ）
- 野並1～4丁目（1974年、天白町野並・（緑区）鳴海町。1975年天白区へ）
- 中坪町（1974年、天白町野並。1975年天白区へ）
- 井の森町（1974年、天白町野並。1975年天白区へ）
- 古川町（1974年、天白町野並、1975年天白区へ）

##### 名東区・天白区設置後
- 吹上1～2丁目（1979年、木市町・御器所町・鶴舞町）
- 八事富士見（1992年、（昭和区）天白町八事[5]）

### 瑞穂区
瑞穂区は1944年、昭和区・熱田区の一部より成立した。ここでは設置当時の区内の地名を列挙する。
| 町名       | 設置年 | 廃止年     | 備考 |
| ---------- | ------ | ---------- | ---- |
| 上山町     |        |            |      |
| 南山町     |        |            |      |
| 熱田東町   |        | 1990年廃止 |      |
| 瑞穂町     | 1921年 |            |      |
| 弥富町     | 1921年 |            |      |
| 桜見町     | 1927年 |            |      |
| 洲雲町     | 1927年 |            |      |
| 御剱町     | 1931年 |            |      |
| 汐路町     | 1931年 |            |      |
| 太田町     | 1931年 |            |      |
| 亀城町     | 1931年 |            |      |
| 船原町     | 1931年 |            |      |
| 雁道町     | 1931年 |            |      |
| 平郷町     | 1931年 |            |      |
| 宝田町     | 1931年 |            |      |
| 直来町     | 1934年 |            |      |
| 牛巻町     | 1931年 |            |      |
| 豆田町     | 1931年 |            |      |
| 堀田通     | 1931年 |            |      |
| 二野町     | 1931年 |            |      |
| 春敲町     | 1931年 |            |      |
| 須田町     | 1931年 |            |      |
| 竹田町     | 1931年 |            |      |
| 御莨町     | 1931年 |            |      |
| 大殿町     | 1931年 |            |      |
| 石川町     | 1931年 |            |      |
| 松月町     | 1931年 |            |      |
| 村上町     | 1931年 |            |      |
| 田辺通     | 1931年 |            |      |
| 大喜新町   | 1931年 |            |      |
| 春山町     | 1931年 |            |      |
| 密柑山町   | 1932年 |            |      |
| 下山町     | 1932年 |            |      |
| 師長町     | 1932年 |            |      |
| 山下通     | 1932年 |            |      |
| 初日町     | 1933年 |            |      |
| 陽明町     | 1933年 |            |      |
| 高田町     | 1934年 |            |      |
| 瑞穂通     | 1934年 |            |      |
| 川澄町     | 1934年 |            |      |
| 中山町     | 1934年 |            |      |
| 東栄町     | 1931年 |            |      |
| 駒場町     | 1934年 |            |      |
| 佐渡町     | 1934年 |            |      |
| 北原町     | 1934年 |            |      |
| 松栄町     | 1934年 |            |      |
| 伝馬町     |        | 1990年廃止 |      |
| 日向町     | 1943年 |            |      |
| 玉水町     | 1943年 |            |      |
| 八勝通     | 1943年 |            |      |
| 岳見町     | 1943年 |            |      |
| 弥富ヶ丘町 | 1943年 |            |      |

#### その後の町名設置
その後瑞穂区内では、区画整理や境界変更、住居表示によって新たな町名が続々と設置された。ここではその町名を以下に列挙する。
- 花目町（1945年、瑞穂町）
- 白竜町（1945年、瑞穂町）
- 萩山町（1945年、瑞穂町・弥富町）
- 土市町（1945年、瑞穂町）
- 甲山町（1945年、瑞穂町）
- 鍵田町（1945年、瑞穂町）
- 神前町（1945年、瑞穂町）
- 上坂町（1945年、瑞穂町）
- 田光町（1945年、瑞穂町）
- 十六町（1945年、瑞穂町）
- 惣作町（1945年、瑞穂町）
- 津賀田町（1945年、瑞穂町）
- 佃町（1945年、瑞穂町）
- 苗代町（1945年、瑞穂町）
- 内方町（1945年、瑞穂町）
- 前田町（1945年、瑞穂町）
- 牧町（1945年、瑞穂町）
- 薩摩町（1945年、瑞穂町）
- 妙音通（1945年、瑞穂町）
- 白羽根町（1945年、瑞穂町）
- 姫宮町（1945年、瑞穂町）
- 膳棚町（1945年、瑞穂町）
- 西ノ割町（1945年、瑞穂町）
- 下坂町（1945年、瑞穂町）
- 桃園町（1945年、瑞穂町・熱田東町）
- 新開町（1945年、瑞穂町・熱田東町）
- 塩入町（1945年、瑞穂町・熱田東町）
- 豊岡通（1945年、瑞穂町・弥富町）
- 柳ケ枝町（1945年、瑞穂町）
- 石田町（1945年、瑞穂町・弥富町）
- 洲山町（1945年、瑞穂町・弥富町）
- 大喜町（1945年、瑞穂町）
- 本願寺町（1945年、瑞穂町）
- 河岸町（1945年、瑞穂町）
- 井戸田町（1945年、瑞穂町）
- 中根町（1952年、弥富町）
- 弥富通（1952年、弥富町）
- 仁所町（1952年、弥富町）
- 片坂町（1952年、弥富町）
- 軍水町（1952年、弥富町）
- 丸根町（1952年、弥富町）
- 松園町（1952年、弥富町・瑞穂町）
- 白砂町（1952年、弥富町）
- 市丘町（1952年、弥富町）
- 釜塚町（1952年、弥富町）
- 豊田町（1953年南区豊田町の一部を瑞穂区に編入。1960年廃止）
- 豊本通（1953年南区豊本通の一部を瑞穂区に編入。1960年廃止）
- 蒲田町（1953年南区蒲田町の一部を瑞穂区に編入。1960年廃止）
- 上通町（1953年南区上通町の一部を瑞穂区に編入。1960年廃止）
- 太郎町（1953年南区太郎町の一部を瑞穂区に編入。1960年廃止）
- 中通町（1953年南区中通町の一部を瑞穂区に編入。1960年廃止）
- 元禄通（1953年南区元禄通の一部を瑞穂区に編入。1960年廃止）
- 檀渓通（1956年昭和区檀渓通の一部を瑞穂区に編入）
- 六野町（1958年熱田区六野町の一部を瑞穂区に編入。1970年牛巻町・二野町・須田町に編入され廃止）
- 花表町（1958年熱田区花表町の一部を瑞穂区に編入。1987年桃園町に編入され廃止）
- 三本松町（1958年熱田区三本松町の一部を瑞穂区に編入。1970年牛巻町に編入され廃止）
- 浮島町（1960年、熱田東町・（瑞穂区）伝馬町・豊本通・豊田町・元禄通・上通町・中通町）
- 内浜町（1960年、熱田東町）
- 明前町（1960年、熱田東町）
- 神穂通（1960年、熱田東町。1990年廃止）
- 南浜通（1960年、熱田東町・豊本通・蒲田町・太郎町。1990年内浜町・明前町に編入され廃止）
- 荒崎町（1960年、熱田東町・瑞穂町）
- 柏木町（1960年、弥富町）
- 茨木町（1968年、弥富町）
- 高辻町（1970年、堀田通）
- 井の元町（1971年、弥富町・中根町）
- 関取町（1971年、弥富町）
- 河岸1丁目（1990年、河岸町・塩入町・妙音通）
- 神穂町（1990年、神穂通・熱田東町・河岸町・塩入町・妙音通）

### 熱田区
熱田区は1937年、中区・南区の各一部より成立した。ここでは設置当時の区内の地名を列挙する。
- 御器所町（1942年桜田町・池内町に編入され廃止）
- 熱田木之免町→木之免町（1939年～）
- 熱田内田町→内田町（1939年～）
- 熱田須賀町→須賀町（1939年～）
- 熱田市場町→市場町（1939年～。1981年廃止）
- 熱田中瀬町→中瀬町（1939年～）
- 熱田新宮坂町→新宮坂町（1939年～。1981年廃止）
- 熱田富江町→富江町（1939年～。1981年廃止）
- 熱田伝馬町→伝馬町（1939年～。1939年昭和区に、1958年南区にそれぞれ一部が編入。1981年廃止）
- 熱田神戸町→神戸町（1939年～）
- 熱田大瀬子町→大瀬子町（1939年～）
- 熱田白鳥町→白鳥町（1939年～）
- 熱田田中町→田中町（1939年～）
- 熱田旗屋町→旗屋町（1939年～）
- 熱田新尾頭町→新尾頭町（1939年～。1980年廃止）
- 熱田尾頭町→尾頭町（1939年～）
- 熱田羽城町→羽城町（1939年～。1981年廃止）
- 熱田西町（1944年中川区熱田西町を統合）
- 熱田東町
- 熱田新田東組
- 千年（熱田区内では1971年に熱田区千年1・2丁目などに移行）
- 野立町
- 豊田町（1938年廃止）
- 中田町
- 波寄町（1944年中区に編入）
- 沢下町
- 桜田町（一部が1946年中区に、1958年昭和区にそれぞれ編入）
- 池内町（1958年一部が昭和区に編入）

「熱田」を冠する地名は、熱田東町・熱田西町・熱田新田東組を除いて1939年に冠称を廃止した。

#### その後の町名設置
その後熱田区内では、区画整理や境界変更、住居表示によって新たな町名が続々と設置された。ここではその町名を以下に列挙する。なお、前述の通り1944年に当区と昭和区のそれぞれ一部から瑞穂区が成立した。
- 図書町（1938年、豊田町・熱田東町。1958年一部が南区に編入。1981年廃止）
- 六野町（1939年、熱田東町。1958年瑞穂区・昭和区にそれぞれ一部が編入。1979年池内町に編入され廃止）
- 花表町（1939年、熱田東町、1958年一部が瑞穂区に編入）
- 金山町（1939年、熱田東町・波寄町、1944年一部が中区に編入、1946年中区金山町を統合。1956年一部が中区に編入、1980年廃止）
- 横田町（1939年、熱田東町、1980年廃止）
- 夜寒町（1939年、熱田東町）
- 高蔵町（1939年、熱田東町）
- 玉の井町（1939年、熱田東町）
- 外土居町（1939年、熱田東町）
- 五本松町（1939年、熱田東町）
- 三本松町（1939年、熱田東町。1958年一部が瑞穂区に編入）
- 森後町（1939年、熱田東町）
- 沢上町（1939年、熱田東町。1980年廃止）
- 花町（1939年、熱田東町）
- 一番町（1940年、（熱田区）熱田新田東組・熱田西町。1989年廃止）
- 二番町（1940年、(熱田区)熱田新田東組。1982年廃止）
- 三番町（1940年、（熱田区）熱田新田東組）
- 四番町（1940年、（熱田区）熱田新田東組、1982年廃止）
- 五番町（1940年、（熱田区）熱田新田東組）
- 六番町（1940年、（熱田区）熱田新田東組。1944年港区六番町を統合。1982年廃止）
- 南一番町（1940年、（熱田区）熱田新田東組）
- 明野町（1944年、中川区より編入）
- 柳川町（1944年、中川区より編入、1978年川並町・明野町に編入され廃止）
- 古新町（1944年、中川区より編入）
- 千代田町（1944年、中川区より編入）
- 中出町（1944年、中川区より編入）
- 神野町（1944年、中川区より編入）
- 青池町（1944年、中川区より編入）
- 幡野町（1944年、中川区より編入）
- 切戸町（1944年、中川区より編入）
- 西野町（1944年、中川区より編入）
- 河田町（1944年、中川区より編入）
- 比々野町（1944年、中川区より編入）
- 八千代通（1944年、中川区より一部編入。1978年廃止）
- 八番町（1944年、港区より編入。1982年廃止）
- 波寄町（1946年、中区より編入）
- 大宝町（1952年、熱田西町・野立町。1976年廃止）
- 鍋弦町（1952年、熱田西町。1976年廃止）
- 西町通（1952年、熱田西町。1976年廃止）
- 中起町（1952年、熱田西町。1976年廃止）
- 西郊通（1952年、熱田西町・野立町）
- 川並町（1952年、熱田西町）
- 一番1～3丁目（1971年、（熱田区）熱田新田東組・熱田西町・西町通・鍋弦町・一番町・二番町、はじめ2丁目のみ。1・3丁目は1976年成立）
- 千年1～2丁目（1971年、（熱田区）千年・（熱田区）熱田新田東組・一番町）
- 二番1～2丁目（1976年、（熱田区）熱田新田東組・二番町・鍋弦町・一番町、はじめ1丁目のみ。2丁目は1982年に成立）
- 四番1～2丁目（1976年、四番町・二番町・六番町・西郊通・大宝町・鍋弦町・（熱田区）熱田新田東組、はじめ1丁目のみ。2丁目は1982年成立）
- 大宝1～4丁目（1976年、中起町・熱田西町・一番町・鍋弦町・大宝町・西郊通・西町通）
- 金山1丁目（1977年、（熱田区）金山町）
- 六野1～2丁目（1978年、六野町・沢下町）
- 南八熊町（1978年、（熱田区）明野町・（中川区）八熊町）
- 金山町1～2丁目（1980年、（熱田区）金山町・沢上町・沢下町・新尾頭町）
- 白鳥1～3丁目（1980年、旗屋町・白鳥町・熱田西町・田中町・中瀬町、はじめ1丁目のみ。2～3丁目は1981年成立）
- 新尾頭1～3丁目（1980年、新尾頭町・花町・五本松町・尾頭町）
- 旗屋1～2丁目（1980年、熱田西町・白鳥町・旗屋町・尾頭町）
- 横田1～2丁目（1980年、横田町・中田町・森後町・夜寒町・玉の井町・熱田東町）
- 沢上1～2丁目（1980年、沢上町・沢下町・高蔵町・花町・外土居町・（熱田区）金山町）
- 神宮1～4丁目（1981年、新宮坂町・（熱田区）伝馬町・旗屋町・中瀬町・熱田東町・市場町・森後町・白鳥町）
- 伝馬1～3丁目（1981年、羽城町・中瀬町・市場町・（熱田区）伝馬町・熱田東町・図書町・富江町・内田町・神戸町）
- 六番1～3丁目（1982年、(熱田区)熱田新田東組・六番町・西郊通・四番町・八番町）
- 八番1～2丁目（1982年、(熱田区)熱田新田東組・六番町・八番町・古新町）

### 中川区
中川区は1937年、中区・南区の各一部より成立した。ここでは設置当時の区内の地名を列挙する。
- 熱田西町（1944年熱田区熱田西町に統合）
- 岩塚町（1944年一部が中村区に編入）
- 高須賀町（旧中区。1944年中村区に編入）
- 烏森町（1944年一部が中村区に編入）
- 万町
- 篠原町
- 長良町
- 四女子町
- 小本町
- 花池町
- 長草町（1944年中村区に編入）
- 柳瀬町
- 清船町
- 富船町
- 八熊町
- 西古渡町
- 野立町
- 中野新町
- 高畑町
- 荒子町
- 中郷町（1982年廃止）
- 野田町（1944年一部が中村区に編入）
- 横井町（1944年中村区に編入）
- 打出町
- 中須町
- 大蟷螂町
- 法華町（1982年中島新町に編入され廃止）
- 中島新町
- 東起町
- 石場町
- 富川町
- 清川町
- 福川町
- 福船町
- 八剱町[注釈 7]
- 下之一色町
- 古新町（1944年熱田区に編入）
- 外新町
- 千代田町（1944年熱田区に編入）
- 中出町（1944年熱田区に編入）
- 神野町（1944年熱田区に編入）
- 青池町（1944年熱田区に編入）
- 幡野町（1944年熱田区に編入）
- 切戸町（1944年熱田区に編入）
- 牛立町
- 西野町（1944年熱田区に編入）
- 応仁町
- 河田町（1944年熱田区に編入）
- 比々野町（1944年熱田区に編入）

#### その後の町名設置
その後中川区内での、戦後にかけて区画整理や境界変更、住居表示によって新たな町名が続々と設置された。ここではその町名を以下に列挙する。

##### 富田町編入まで
- 昭和橋通（1938年、東起町・中野新町・法華町）
- 高杉町（1938年、東起町）
- 八熊通（1939年、野立町・八熊町）
- 明野町（1939年、野立町、1944年熱田区に編入）
- 柳川町（1939年、野立町、1944年熱田区に編入）
- 松葉町（1940年、長良町）
- 澄池町（1940年、長良町）
- 乗越町（1940年、長良町）
- 五月南通（1940年、長良町）
- 南脇町（1940年、長良町・四女子町）
- 中京南通（1940年、長良町・四女子町）
- 牛田通（1941年、高須賀町・長良町。1944年中村区に編入）
- 北浦町（1941年、高須賀町、1944年中村区に編入）
- 畑江通（1941年、長良町・高須賀町・（中川区）烏森町・（中川区）岩塚町・（中村区）北一色町。1944年中村区に編入）
- 角割町（1941年、長良町・高須賀町・（中村区）下中村町・北一色町。1944年中村区に編入）
- 北畑町（1941年、長良町・高須賀町・（中村区）下中村町・北一色町。1944年中村区に編入）
- 八家町（1941年、中野新町・篠原町）
- 二女子町（1942年、八熊町）
- 八幡本通（1942年、八熊町）
- 柳島町（1942年、八熊町・（中村区）笈瀬町）
- 八島町（1942年、西古渡町・八熊町。1981年廃止）
- 八幡町（1942年、西古渡町・八熊町。1981年廃止）
- 畑代町（1942年、西古渡町。同年尾頭橋通に編入され廃止）
- 八千代通（1942年、西古渡町・八熊町。1981年廃止）
- 尾頭橋通（1942年、西古渡町）
- 小山町（1942年、西古渡町）
- 童子町（1942年、西古渡町）
- 法華西町（1942年、法華町・打出町）
- 松重町（1944年中区より編入）
- 北一色町（1944年中村区より編入）
- 南平野町（1944年中村区より編入、1973年廃止）
- 西日置町（1944年中村区より編入）
- 露橋町（1944年中村区より編入）
- 八田町（1944年中村区八田町の一部を中川区に編入）
- 広川町（1944年中村区より編入）
- 横堀町（1944年中村区より編入）
- 東出町（1944年中村区より編入）
- 前並町（1944年中村区より編入）
- 西宮町（1944年中村区より編入。1981年廃止）
- 向町（1944年中村区より編入。1981年廃止）
- 八田本町（1944年中村区より編入）
- 笈瀬町（1944年中村区より編入）
- 舟戸町（1944年中村区より編入）
- 五月通（1944年中村区より編入）
- 中京通（1944年中村区より編入。1973年愛知町・舟戸町・澄池町に編入され廃止）
- 三ツ池町（1944年中村区より編入）
- 若狭町（1944年中村区より編入。1946年中村区に編入）
- 明石通（1944年中村区より編入。1973年廃止）
- 運河通（1944年中村区より編入）
- 九重町（1944年中村区より編入）
- 月島町（1944年中村区より編入）
- 百船町（1944年中村区より編入）
- 福住町（1944年中村区より編入）
- 柳堀町（1944年中村区より編入）
- 広住町（1944年中村区より編入）
- 小栗通（1944年中村区より編入。1973年廃止）
- 日置通（1944年中村区より編入。1946年中村区に編入）
- 愛知町（1944年中村区より編入）
- 熱田新田東組（1944年港区より編入）
- 小碓町（1944年港区小碓町の一部を中川区に編入）
- 玉川町（1944年港区より編入）
- 玉船町（1944年港区より編入）
- 十番町（1944年港区より編入）
- 十一番町（1944年港区より編入）
- 太平通（1945年、中野新町・荒子町・四女子町・篠原町）
- 丸米町（1952年、篠原町・野立町）
- 篠原橋通（1952年、篠原町・小本町・荒子町）
- 押元町（1952年、篠原町・小本町）
- 上脇町（1952年、篠原町）
- 三ツ屋町（1952年、篠原町）
- 蔦元町（1952年、四女子町・篠原町）
- 好本町（1952年、四女子町・小本町・篠原町）
- 小本本町（1952年、小本町・四女子町・篠原町・荒子町・高畑町）
- 松ノ木町（1952年、小本町・荒子町・篠原町）
- 宮脇町（1952年、小本町・篠原町・荒子町）
- 葉池町（1952年、荒子町・篠原町）
- 大畑町（1952年、荒子町・小本町・篠原町）
- 一柳通（1953年、野田町）
- 八王子町（1953年、野田町・打出町。1984年廃止）
- 開平町（1953年、野田町）
- 柳田町（1953年、野田町）
- 小塚町（1954年、小本町・篠原町・荒子町）
- 辻畑町（1954年、小本町）

##### 富田町編入後
1955年、海部郡富田町が中川区内に編入され、同町の大字は中川区の大字に継承された。
富田町
それぞれ合併前の大字に「富田町」を冠した。
- 富田町千音寺（旧赤星村）
- 富田町新家（旧赤星村。2005年廃止）
- 富田町服部（旧赤星村）
- 富田町松下（旧赤星村）
- 富田町戸田（旧戸田村）
- 富田町春田（旧戸田村）
- 富田町江松（旧豊治村）
- 富田町包里（旧豊治村）
- 富田町供米田（旧豊治村）
- 富田町富永（旧豊治村）
- 富田町榎津（旧豊治村）
- 富田町助光（旧万須田村）
- 富田町長須賀（旧万須田村）
- 富田町伏屋（旧万須田村）
- 富田町前田（旧万須田村）
- 富田町万場（旧万須田村）

その後中川区内では、主に区画整理による住居表示によって新たな町名が続々と設置された。
- 打出本町（1959年、野田町・打出町・中郷町・法華町）
- 明野町（1960年、八熊町）
- 宗円町（1960年、小本町・長良町・四女子町）
- 五女子町（1960年、八熊町）
- 荒江町（1960年、八熊町）
- 長町（1960年、八熊町。1981年廃止）
- 畑代町（1960年、八熊町。1981年廃止）
- 柳川町（1960年、八熊町）
- 八神町（1960年、八熊町・野立町）
- 元中野町（1960年、野立町）
- 神郷町（1960年、野立町）
- 丹後町（1960年、野立町）
- 荒越町（1960年、野立町）
- 花塚町（1960年、野立町）
- 中野本町（1960年、野立町）
- 大山町（1960年、野立町）
- 小碓通（1960年、小碓町・中野新町）
- 松年町（1960年、小碓町）
- 昭明町（1960年、小碓町・中島新町・中野新町）
- 細米町（1961年、小本町・荒子町）
- 上流町（1961年、荒子町）
- 馬手町（1961年、荒子町）
- 小城町（1961年、荒子町）
- 若山町（1961年、荒子町）
- 平戸町（1961年、荒子町）
- 大塩町（1961年、荒子町）
- 広田町（1961年、荒子町・中島新町）
- 草平町（1961年、荒子町・中島新町）
- 的場町（1961年、荒子町）
- 掛入町（1961年、荒子町・中島新町）
- 北江町（1961年、荒子町・中島新町）
- 東中島町（1961年、荒子町・中島新町）
- 法蔵町（1961年、中島新町）
- 畑田町（1961年、中島新町）
- 正徳町（1961年、小碓町）
- 正保町（1961年、小碓町）
- 明徳町（1961年、小碓町）
- 吉良町（1966年、荒子町・高畑町）
- 七反田町（1966年、富田町服部）
- 荒子1～2・4～5丁目（1970年、荒子町・高畑町・中島新町・的場町、はじめ1～2丁目のみ。4～5丁目は1974年設置）
- 運河町（1973年、運河通・西日置町・南平野町）
- 豊成町（1973年、愛知町・運河通・小栗通）
- 荒中町（1974年、中郷町・高畑町・荒子町・中島本町）
- 中花町（1974年、中郷町・法華町・打出町）
- 土野町（1974年、野田町・富田町前田・柳田町）
- 法華1～2丁目（1974年、法華町・中郷町・高杉町・中島新町・昭和橋通）
- 野田1～3丁目（1974年、富田町前田・中郷町・野田町・八王子町・柳田町・開平町・一柳通・八田本町・高畑町・中須町、はじめ3丁目のみ。1丁目が1977年に、2丁目が1984年にそれぞれ設置）
- 川前町（1974年、富田町前田）
- 本前田町（1974年、富田町前田）
- 横井1～2丁目（1974年、富田町前田）
- 横前町（1974年、富田町前田）
- 山王1～4丁目（1975年、童子町・東出町・露橋町・西古渡町・西日置町・松重町）
- 高畑1～5丁目（1977年、中郷町・（中川区）八田町・高畑町・荒子町・野田町、はじめ3～4丁目のみ。5丁目が1980年に、1～2丁目が1982年にそれぞれ設置）
- 中郷1～5丁目（1977年、中郷町・中島新町・打出町・高畑町・法華町・野田町）
- 打中1～2丁目（1977年、中郷町・打出町・打出本町・野田町・八王子町）
- 打出1～2丁目（1977年、中須町・野田町・打出町・打出本町・八王子町、はじめ2丁目のみ。1丁目は1979年設置）
- 川並町（1978年、八熊町・柳川町）
- 南八熊町（1978年、（中川区）八熊町・八熊通・明野町・八千代通・柳川町）
- 幡野町（1978年、八熊通）
- 水里1～5丁目（1978年、富田町戸田・富田町富永）
- 西日置1～2丁目（1980年、西日置町・松重町）
- 上高畑1～2丁目（1980年、（中川区）八田町・小本町・万町・高畑町）
- 柳森町（1980年、万町・（中川区）烏森町・（中村区）烏森町）
- 春田1～5丁目（1980年、富田町春田・富田町伏屋）
- 東春田1～3丁目（1980年、富田町春田・富田町伏屋・富田町榎津）
- はとり2丁目（1980年、富田町春田。1982年廃止）
- 名駅南4～5丁目（1981年、西日置町）
- 八熊1～3丁目（1981年、八千代通・八熊通・長町・小山町・畑代町・八熊町・西古町・尾頭橋通）
- 尾頭橋1～4丁目（1981年、尾頭橋通・西古渡町・八熊町・八幡町・畑代町・八千代通・小山町）
- 露橋1～2丁目（1981年、横堀町・西宮町・向町・石場町・八島町・八幡本通・八熊町）
- 榎松町（1981年、富田町榎津・富田町江松）
- 榎津西町（1981年、富田町榎津）
- 五女子1～2丁目（1981年、荒江町・五女子町・八幡本通・八熊通・八熊町）
- 小本1～2丁目（1982年、万町・辻畑町・小本町・（中川区）烏森町・松葉町・荒子町・小本本町）
- 助光1～3丁目（1982年、大蟷螂町・下之一色町・富田町助光・富田町榎津・富田町伏屋・富田町前田、はじめ3丁目のみ。1～2丁目は1984年設置）
- 大当郎1～3丁目（1982年、大蟷螂町・下之一色町・富田町助光・富田町前田）
- 西中島1～2丁目（1982年、中島新町・東起町・昭和橋通。同年10月港区西中島2丁目を統合）
- 一色新町1～3丁目（1982年、下之一色町・大蟷螂町・富田町江松・富田町助光）
- 福島1～3丁目（1982年、富田町戸田・富田町富永）
- 富永1～4丁目（1982年、富田町富永・（港区）南陽町西福田）
- 服部1～5丁目（1982年、はとり2丁目・富田町服部・富田町戸田・富田町松下・富田町万場）
- 島井町（1983年、富田町万場・富田町服部）
- 吉津1～5丁目（1983年、富田町万場・富田町松下・富田町春田・富田町伏屋、はじめ1～2丁目のみ。3～5丁目は1989年設置）
- 前田西町1～3丁目（1984年、富田町前田・富田町助光・富田町伏屋・大蟷螂町）
- 西伏屋1～3丁目（1985年、富田町伏屋・富田町榎津）
- 伏屋1～5丁目（1985年、富田町前田・富田町伏屋・富田町助光・富田町榎津）
- 戸田1～5丁目（1988年、富田町戸田）
- 戸田西1～3丁目（1988年、富田町戸田）
- 戸田ゆたか1～2丁目（1988年、富田町戸田）
- かの里1～3丁目（1988年、富田町包里・富田町江松・富田町榎津・富田町供米田）
- 東かの里町（1988年、富田町包里・富田町榎津・富田町江松・富田町供米田）
- 供米田1～3丁目（1990年、富田町供米田・富田町春田）
- 大地（1994年、富田町万場[29]）
- 万場1～5丁目（1996年、富田町万場・富田町長須賀[30]）
- 江松1～5丁目（1998年、富田町江松、はじめ1～2丁目のみ[31]。3～5丁目は2001年設置[WEB 3]）
- 江松西町（2001年、富田町江松[WEB 3]）
- 長須賀1～3丁目（2004年、富田町万場・富田町松下・富田町長須賀・伏屋1丁目[WEB 4]）
- 新家1～3丁目（2005年、富田町新家・富田町千音寺[WEB 5]）
- 戸田明正1～3丁目（2009年、富田町戸田[WEB 6]）
- 赤星1～3丁目（2024年、富田町千音寺・新家1・3丁目[WEB 7]）
- 千音寺1～5丁目（2024年、富田町千音寺・富田町服部[WEB 7]）

### 港区
港区は1937年、南区の一部より成立した。ここでは設置当時の区内の地名を列挙する。
- 熱田新田東組（1944年一部が中川区に編入）
- 千年（港区では1973年までに千年2・3丁目などに移行）
- 稲永新田
- 熱田前新田
- 築地町
- 東築地町
- 鴨浦（1985年廃止）
- 小碓町（1944年一部が中川区に編入）
- 当知町
- 土古町
- 寛政町
- 惟信町
- 宝神町
- 大江町
- 磯端町（1973年廃止）
- 稲荷町（1973年廃止）
- 入舟町（1973年廃止）
- 海岸通（1974年廃止）
- 北倉町（1974年廃止）
- 高砂町（1974年廃止）
- 千鳥町（1973年廃止）
- 中川町
- 宝来町（1974年廃止）
- 真砂町（1973年廃止）
- 港本町（1974年廃止）
- 南倉町（1974年廃止）
- 元町（1974年廃止）
- 浜町（1974年廃止）
- 西倉町
- 昭和町
- 船見町
- 金川町
- 玉川町（1944年中川区に編入）
- 玉船町（1944年中川区に編入）
- 錦町
- 河口町
- 新川町
- 中川本町
- 新船町
- 金船町
- 潮見町
- 幸町
- 魁町
- 佐野町
- 中之島通
- 汐止町

#### その後の町名設置
その後区内では、戦後にかけて区画整理や境界変更、住居表示や名古屋港の埋め立てによって新たな町名が続々と設置された。ここではその町名を以下に列挙する。

##### 南陽町編入まで
- 十一屋町（1937年、熱田前新田）
- 竜宮町（1937年、東築地町）
- 木場町（1937年、東築地町）
- 築三町（1938年、熱田前新田・築地町）
- 本宮町（1938年、寛政町・熱田前新田）
- 六番町（1940年、（港区）熱田新田東組。1944年熱田区六番町に統合）
- 七番町（1940年、（港区）熱田新田東組）
- 八番町（1940年、（港区）熱田新田東組。1944年熱田区に編入）
- 九番町（1940年、（港区）熱田新田東組）
- 十番町（1940年、（港区）熱田新田東組。1944年中川区に編入）
- 南十番町（1940年、（港区）熱田新田東組）
- 十一番町（1940年、（港区）熱田新田東組。1944年中川区に編入）
- 南十一番町（1940年、（港区）熱田新田東組）
- 一州町（1940年、稲永新田）
- 稲永町（1940年、稲永新田。1987年廃止）
- 東海通（1940年、熱田前新田・（港区）熱田新田東組）
- 空見町（1940年、埋立地）
- 潮凪町（1940年、埋立地）
- 油屋町（1942年、惟信町）
- 甚兵衛通（1942年、惟信町）
- 高木町（1942年、惟信町）
- 多加良浦町（1942年、惟信町）
- 西川町（1942年、惟信町）
- 辰巳町（1944年、熱田前新田・（港区）熱田新田東組・（港区）千年・東海通）
- 津金町（1944年、熱田前新田。1974年廃止）
- 本星崎町（1944年南区本星崎町の一部を港区に編入）
- 港栄町（1947年、熱田前新田。1974年廃止）
- 港明町（1947年、熱田前新田。1974年廃止）
- 名港通（1947年、熱田前新田。1973年廃止）
- 港楽町（1947年、熱田前新田・中川町。1973年廃止）
- 大手町（1948年、熱田前新田）
- 入場町（1948年、小碓町・寛政町・当知町）
- 港陽町（1949年、中川町・熱田前新田。1973年廃止）
- いろは町（1950年、熱田前新田）
- 善進町（1952年、十一屋町・油屋町・当知町・寛政町）

##### 南陽町編入後
1955年、海部郡南陽町が港区内に編入され、同町の大字は港区の大字に継承された。
南陽町
それぞれ合併前の大字に「南陽町」を冠した。
- 南陽町福田（旧福田村）
- 南陽町小川新田（旧茶屋村。1981年廃止）
- 南陽町七島新田（旧茶屋村）
- 南陽町茶屋新田（旧茶屋村）
- 南陽町藤高新田（旧茶屋村。1981年廃止）
- 南陽町茶屋後新田（旧福屋村。1990年廃止）
- 南陽町福田前新田（旧福屋村。2015年廃止）
- 南陽町西福田（旧福屋村。2015年廃止）
- 南陽町藤前（合併時藤高前新田を編入、1984年廃止。1953年藤高新田より分立していた）

その後港区内では、主に区画整理による住居表示や名古屋港の埋め立てによって新たな町名が続々と設置された。
- 七条町（1956年、南区七条町の一部を港区に編入）
- 川西通（1960年、小碓町・土古町・入場町）
- 小割通（1960年、小碓町）
- 須成町（1960年、小碓町）
- 丸池町（1960年、小碓町）
- 川間町（1961年、小碓町）
- 正徳町（1961年、小碓町）
- 正保町（1961年、小碓町・入場町・川西通）
- 明徳町（1961年、小碓町）
- 港北町（1961年、土古町）
- 泰明町（1961年、土古町）
- 東土古町（1961年、土古町）
- 遠若町（1961年、寛政町）
- 品川町（1961年、寛政町）
- 築盛町（1965年、熱田前新田・寛政町）
- 名四町（1965年、寛政町・熱田前新田）
- 砂美町（1965年、寛政町・熱田前新田）
- 本宮新町（1965年、本宮町・寛政町）
- 小碓1～4丁目（1968年、小碓町・当知町・入場町）
- 善進本町（1968年、寛政町・十一屋町・善進町）
- 善南町（1968年、寛政町・十一屋町・善進町）
- 善北町（1968年、寛政町・善進町）
- 十一屋1～3丁目（1968年、十一屋町・寛政町）
- 金城ふ頭1～3丁目（1971年、埋立地、はじめ2丁目のみ。1・3丁目は1979年設置）
- 千年2～3丁目（1971年、（港区）千年・（港区）熱田新田東組、はじめ2丁目のみ。3丁目は1973年設置）
- 千鳥1～2丁目（1973年、磯端町・千鳥町・稲荷町・北倉町・港陽町・高砂町・宝来町・元町）
- 名港1～2丁目（1973年、稲荷町・北倉町・港陽町・高砂町・中川町・宝来町・港本町・真砂町・元町）
- 入船1～2丁目（1973年、入舟町・南倉町・稲荷町・真砂町・海岸通・北倉町、はじめ1丁目のみ。1974年に南倉町の全域・西倉町・浜町・港本町の各一部を編入し2丁目を設置）
- 港栄1～4丁目（1973年、中川町・名港通）
- 浜1～2丁目（1973年、中川町・北倉町・高砂町・港栄町・港本町・宝来町・元町・浜町・西倉町）
- 港明1～2丁目（1973年、港明町・熱田前新田・辰巳町・（港区）千年、はじめ1丁目のみ。2丁目は1974年設置）
- 港楽1～3丁目（1973年、港楽町、港陽町・名港通・（港区）千年・熱田前新田・中川町）
- 港陽1～3丁目（1973年、港陽町・（港区）千年）
- 作倉町（1973年、港陽町・（港区）千年）
- 港町（1974年、海岸通・港本町）
- 津金1～2丁目（1974年、新川町・熱田前新田・（港区）熱田新田東組・東海通・金川町・辰巳町・津金町）
- 東茶屋1～4丁目（1976年、南陽町茶屋新田・南陽町福田・南陽町七島新田）
- 西茶屋1～4丁目（1976年、南陽町茶屋新田・南陽町福田）
- 秋葉1～3丁目（1976年、南陽町茶屋新田・南陽町福田）
- 川園1～3丁目（1976年、南陽町茶屋新田）
- 大西1～3丁目（1976年、南陽町茶屋新田・南陽町福田）
- 明正1～2丁目（1978年、小碓町・当知町）
- 寺前町（1979年、南陽町西福田）
- 福屋1～2丁目（1979年、南陽町西福田）
- 宝神1～5丁目（1980年、十一屋町・十一屋3丁目・宝神町、はじめ1丁目のみ。2～5丁目は1985年設置）
- 神宮寺1～2丁目（1981年、宝神町・多加良浦町・甚兵衛通・十一屋町・善南町・惟信町）
- 小川1～4丁目（1981年、南陽町小川新田）
- 天目町（1981年、南陽町小川新田）
- 七島1～2丁目（1981年、南陽町七島新田）
- 藤高1～5丁目（1981年、南陽町藤高新田）
- 西中島2丁目（1982年、小碓町。同年10月中川区西中島2丁目に統合）
- 当知1～4丁目（1982年、当知町・小碓3丁目）
- 入場1～2丁目（1982年、入場町・小碓2丁目・寛政町・善進町・当知町）
- 藤前1～5丁目（1984年、南陽町藤前）
- 野跡1～5丁目（1985年、稲永新田・鴨浦・汐止町）
- 西蟹田（1986年、南陽町福田）
- 稲永1～5丁目（1987年、稲永町・稲永新田・十一屋町・宝神町）
- 小賀須1～4丁目（1988年、南陽町福田）
- 七反野1～2丁目（1988年、南陽町福田）
- 船頭場1～5丁目（1988年、南陽町福田）
- 知多1～3丁目（1988年、南陽町福田）
- 八百島1～2丁目（1988年、南陽町福田）
- 東蟹田（1988年、南陽町福田）
- 福田1～2丁目（1988年、南陽町福田）
- 春田野1～3丁目（1989年、南陽町福田）
- 新茶屋1～5丁目（1990年、南陽町茶屋新田・南陽町茶屋後新田）
- 西福田1～5丁目（1992年、南陽町西福田[32]）
- 協和1～2丁目（2015年、南陽町西福田）
- 畑中1～2丁目（2015年、南陽町西福田）
- 福前1～2丁目（2015年、南陽町西福田・南陽町福田前新田）
- 六軒家（2015年、南陽町西福田）

### 南区
1937年、区内の一部より熱田区・昭和区・中川区・港区が分立した。ここでは分立当時の南区内の地名を列挙する。
- 豊田町（一部が1937年熱田区に、1953年瑞穂区にそれぞれ編入）
- 呼続町
- 笠寺町
- 鳴尾町
- 星崎町
- 本星崎町（1944年一部が港区に編入）
- 西桜町
- 白雲町
- 桜本町
- 弥生町
- 見晴町
- 元桜田町
- 楠町
- 扇田町
- 若草町
- 貝塚町
- 春日野町
- 霞町
- 豊本通（1953年一部が瑞穂区に編入。1993年廃止）
- 蒲田町（1953年一部が瑞穂区に編入。1993年廃止）
- 上通町（1953年一部が瑞穂区に編入。1985年廃止）
- 太郎町（1953年一部が瑞穂区に編入。1993年廃止）
- 中通町（1953年一部が瑞穂区に編入。1985年廃止）
- 繰出町（1993年廃止）
- 屋敷町（1985年廃止）
- 元禄通（1953年一部が瑞穂区に編入、1985年廃止）
- 明治町（1985年廃止）
- 鶴見通
- 源兵衛町
- 鳴浜町
- 松下町
- 三吉町
- 道徳通
- 道徳新町
- 観音町
- 堤町
- 豊門町（1985年廃止）

#### その後の町名設置
その後区内では、区画整理や境界変更、住居表示によって新たな町名が続々と設置された。ここではその町名を以下に列挙する。
- 道徳本町（1937年、豊田町。1993年廃止）
- 道徳北町（1937年、豊田町・道徳本町）
- 豊田本町（1937年、豊田町。1985年廃止）
- 戸部下町（1939年、豊田町。1993年廃止）
- 豊中町（1939年、豊田町。1985年廃止）
- 豊郷町（1939年、豊田町。1985年廃止）
- 豊代町（1939年、豊田町。1993年廃止）
- 忠道町（1939年、豊田町。1993年廃止）
- 忠次町（1939年、豊田町。1993年廃止）
- 元文通（1939年、豊田町。1993年廃止）
- 江戸町（1939年、豊田町。1985年廃止）
- 三新通（1939年、豊田町。1993年廃止）
- 紀左ヱ門通（1939年、豊田町。1985年廃止）
- 祐竹通（1939年、豊田町。1985年廃止）
- 三番町（1939年、豊田町。1947年豊中町に編入され廃止[33][注釈 8]）
- 鯛取通（1939年、呼続町）
- 鶴里町（1939年、呼続町・笠寺町）
- 桜台町（1939年、呼続町。1986年廃止）
- 岩戸町（1943年、呼続町）
- 朝拝町（1943年、呼続町。1986年呼続元町に編入され廃止）
- 山崎町（1943年、呼続町。1988年廃止）
- 寺崎町（1943年、呼続町）
- 宮崎通（1943年、呼続町。1988年廃止）
- 青峰通（1943年、呼続町。1988年廃止）
- 水車町（1943年、呼続町。1955年廃止）
- 六条町（1945年、豊田町）
- 南陽通（1945年、豊田町）
- 五条町（1945年、豊田町）
- 七条町（1945年、豊田町。1956年一部が港区に編入）
- 泉楽通（1945年、豊田町）
- 一条町（1946年、豊田町。1985年廃止）
- 二条町（1946年、豊田町。1985年廃止）
- 三条町（1946年、豊田町。1985年廃止）
- 四条町（1946年、豊田町）
- 氷室町（1946年、豊田町）
- 鳥栖町（1946年、呼続町。1986年廃止）
- 駈上町（1946年、呼続町。1984年廃止）
- 外山町（1946年、呼続町。1984年廃止）
- 才仙町（1946年、呼続町。1986年廃止）
- 新郊通（1946年、呼続町。1986年廃止）
- 東浦通（1946年、呼続町。1986年廃止）
- 鶴田町（1946年、呼続町。1986年廃止）
- 中江町（1946年、呼続町。1986年廃止）
- 柴田本通（1947年、鳴尾町・星崎町）
- 柴田町（1947年、鳴尾町・星崎町）
- 大同町（1947年、星崎町・鳴尾町）
- 白水町（1948年、鳴尾町・星崎町）
- 元柴田東町（1948年、鳴尾町）
- 元柴田西町（1948年、鳴尾町）
- 戸部町（1949年、呼続町）
- 大磯通（1949年、呼続町）
- 曽池町（1949年、呼続町）
- 薬師通（1949年、呼続町）
- 松池町（1949年、呼続町・笠寺町）
- 荒浜町（1949年、呼続町・笠寺町）
- 北内町（1949年、呼続町）
- 城下町（1949年、呼続町）
- 汐田町（1949年、呼続町）
- 塩屋町（1949年、呼続町・笠寺町）
- 千竈通（1949年、呼続町・笠寺町）
- 丹後通（1949年、鳴尾町・星崎町）
- 滝春町（1949年、星崎町）
- 本城町（1949年、本星崎町・笠寺町）
- 要町（1950年、鳴尾町・星崎町）
- 天白町（1950年、鳴尾町）
- 弥次ヱ町（1950年、本星崎町・笠寺町）
- 本地通（1950年、本星崎町・笠寺町）
- 道全町（1950年、本星崎町・笠寺町）
- 石元町（1950年、本星崎町・星崎町）
- 星園町（1950年、本星崎町・星崎町）
- 浜田町（1950年、本星崎町）
- 西田町（1950年、本星崎町）
- 元塩町（1950年、本星崎町）
- 浜中町（1952年、笠寺町・弥次ヱ町）
- 鳥山町（1952年、笠寺町）
- 粕畠町（1952年、笠寺町）
- 立脇町（1952年、笠寺町・道全町）
- 松城町（1952年、笠寺町）
- 前浜通（1952年、笠寺町・弥次ヱ町）
- 寺部通（1952年、笠寺町）
- 柵下町（1952年、笠寺町）
- 港東通（1955年、笠寺町・本星崎町）
- 宝生町（1955年、本星崎町）
- 菊住町（1955年、水車町。1986年呼続元町に編入され廃止）
- 呼続元町（1955年、水車町）
- 御替地町（1958年、豊田町・道徳本町。1993年廃止）
- 伝馬町（1958年熱田区伝馬町の一部を南区に編入。1985年廃止）
- 図書町（1958年熱田区図書町の一部を南区に編入。1985年廃止）
- 東又兵ヱ町（1960年、豊田町・笠寺町・荒浜町・浜中町・弥次ヱ町）
- 西又兵ヱ町（1960年、笠寺町）
- 加福本通（1960年、笠寺町）
- 加福町（1960年、笠寺町）
- 北頭町（1961年、本星崎町）
- 中割町（1961年、本星崎町）
- 堤起町（1961年、本星崎町）
- 神松町（1961年、本星崎町）
- 明豊町（1965年、豊田町、1985年廃止）
- 元鳴尾町（1967年、鳴尾町・星崎町）
- 鳴尾1～2丁目（1967年、鳴尾町・星崎町、はじめ1丁目のみ。2丁目は1973年設置）
- 南野1～3丁目（1967年、星崎町・丹後通・鳴尾町）
- 阿原町（1967年、星崎町・本星崎町）
- 星崎1～2丁目（1967年、星崎町・石元町）
- 平子1～2丁目（1968年、呼続町）
- 大堀町（1968年、呼続町）
- 明円町（1970年、呼続町・笠寺町）
- 芝町（1970年、呼続町・笠寺町）
- 赤坪町（1970年、呼続町・笠寺町）
- 砂口町（1970年、笠寺町）
- 星宮町（1970年、本星崎町）
- 上浜町（1973年、鳴尾町・天白町・要町）
- 駈上1～2丁目（1984年、駈上町・外山町・新郊通・宮崎通・（瑞穂区）洲山町）
- 外山1～2丁目（1984年、外山町・宮崎通・東浦通・駈上町）
- 菊住1～2丁目（1984年、菊住町・朝拝町・新郊通・宮崎通）
- 内田橋1～2丁目（1985年、豊田本町・豊門町・図書町・（南区）伝馬町・豊郷町・豊田町・豊中町・屋敷町・二条町・南陽通・明治町）
- 豊1～4丁目（1985年、江戸町・元禄通・上通町・中通町・明豊町・屋敷町・豊本通・蒲田町・太郎町・繰出町・豊田町・豊中町・紀左ヱ門通・御替地町、はじめ1～3丁目のみ。4丁目は1993年[34]設置）
- 明治1～2丁目（1985年、一条町・明治町・豊郷町・二条町・南陽通・豊田町・豊中町・紀左ヱ門通）
- 三条1～2丁目（1985年、三条町・四条町・南陽通・豊田町・紀左ヱ門通・泉楽通）
- 豊田1～5丁目（1985年、御替地町・豊代町・紀左ヱ門通・道徳本町・道徳新町・道徳北町・氷室町・豊田町・戸部下町、はじめ1～2丁目のみ。3～5丁目は1993年[34]設置）
- 桜台1～2丁目（1986年、桜台町・才仙町・鯛取通・鳥栖町・東浦通・新郊通・桜本町）
- 鳥栖1～2丁目（1986年、鳥栖町・宮崎通・東浦通・新郊通）
- 鶴田1～2丁目（1986年、鶴田町・中江町・東浦通・宮崎通）
- 中江1～2丁目（1986年、中江町・鯛取通・鶴田町・東浦通）
- 呼続1～5丁目（1988年、呼続町・岩戸町・戸部町・曽池町・山崎町・大磯通・青峰通・宮崎通・薬師通、はじめ1～3丁目のみ。4～5丁目は1990年設置）
- 戸部下1～2丁目（1993年、戸部下町・繰出町・豊田町・三新通・祐竹通[34]）
- 忠次1～2丁目（1993年、忠次町・忠道町・元文通・三新通・豊田町[34]）

## 1963年～1975年に新設された区
ここでは、1963年から1975年にわたって成立した4つの行政区の地名の変遷について記述する。

### 守山区
守山区は1963年2月15日、同日編入した守山市の区域より成立した。ここでは設置当時の区内の大字を列挙する。
旧守山町
- 瀬古（旧高間村）
- 幸心（旧高間村。2001年廃止）
- 金屋坊（旧二城村、1990年廃止）
- 川（旧二城村）
- 守山（旧二城村。2001年廃止）
- 大永寺（旧二城村。1998年廃止）
- 大森垣外（旧二城村。1990年廃止）
- 小幡（旧小幡村）
- 大森（旧大森村）
- 森孝新田（旧大森村。1979年一部が名東区に編入。1988年廃止）
- 廿軒家（1992年廃止。1944年に小幡より分立していた）
- 牛牧（1947年に大森垣外より分立していた）

旧志段味村
- 上志段味（旧上志段味村）
- 中志段味（旧志談村）
- 下志段味（旧志談村）
- 吉根（旧志談村）

#### その後の町名設置
その後区内では、区画整理や境界変更、住居表示によって新たに町名が続々と設置された。ここではその町名を以下に列挙する。
- 金屋1～2丁目（1968年、金屋坊・守山・牛牧）
- 守牧町（1968年、牛牧・守山・金屋坊）
- 川上町（1973年、川）
- 白沢町（1973年、川・牛牧）
- 城土町（1973年、牛牧・川）
- 高島町（1973年、牛牧・川）
- 松坂町（1973年、牛牧・川）
- 西川原町（1978年、幸心・川・大永寺・守山）
- 鳥神町（1978年、金屋坊・大永寺・金屋2丁目）
- 川北町（1978年、川・大森垣外）
- 川宮町（1978年、川・大永寺・大森垣外）
- 川村町（1978年、川・大森垣外）
- 新守町（1978年、守山・金屋坊・大永寺・金屋1丁目）
- 大永寺町（1978年、大永寺）
- 永森町（1978年、大森垣外・大永寺・金屋坊・牛牧）
- 村合町（1978年、大森垣外・大永寺・牛牧）
- 森宮町（1978年、牛牧・大森垣外・川・大永寺）
- 村前町（1978年、牛牧・大森垣外）
- 原境町（1982年、大森）
- 天子田1～4丁目（1982年、大森）
- 向台1～3丁目（1982年、大森・森孝新田）
- 大森1～5丁目（1984年、大森・小幡）
- 弁天が丘（1984年、大森）
- 八剣1～2丁目（1984年、大森）
- 薮田町（1984年、大森）
- 元郷1～2丁目（1984年、大森）
- 脇田町（1984年、大森）
- 今尻町（1984年、大森）
- 小幡1～5丁目（1985年、小幡・牛牧）
- 茶臼前（1985年、小幡）
- 本地が丘（1986年、森孝新田）
- 森孝1～4丁目（1987年、森孝新田）
- 四軒家1～2丁目（1987年、森孝新田）
- 白山1～4丁目（1988年、森孝新田）
- 森孝東1～2丁目（1988年、森孝新田）
- 小幡中1～3丁目（1989年、小幡・牛牧・小幡1丁目[35]）
- 大牧町（1990年、大森垣外・牛牧・小幡・金屋坊・金屋2丁目[36]）
- 大屋敷（1990年、大森垣外・小幡[37]）
- 城南町（1990年、小幡[38]）
- 新城（1990年、小幡[38]）
- 中新（1990年、小幡[39]）
- 西島町（1990年、守山・小幡[39]）
- 西城1～2丁目（1990年、大森垣外・牛牧・小幡・村前町[40]）
- 西新（1990年、小幡[40]）
- 東山町（1990年、守山・小幡[41]）
- 守山1～3丁目（1990年、守山・小幡・大森垣外・牛牧・金屋坊・守牧町・廿軒家[42]）
- 市場（1991年、守山[43]）
- 鳥羽見1～3丁目（1991年、守山・牛牧・守牧町[39]）
- 町北（1991年、守山[44]）
- 小幡太田（1992年、小幡[37]）
- 小幡千代田（1992年、小幡[35]）
- 小幡宮ノ腰（1992年、小幡[35]）
- 小六町（1992年、小幡[45]）
- 更屋敷（1992年、守山[38]）
- 長栄（1992年、守山[46]）
- 廿軒家（1992年、廿軒家・小幡[40]）
- 八反（1992年、小幡[41]）
- 町南（1992年、守山[44]）
- 太田井（1993年、小幡[36]）
- 苗代1～2丁目（1993年、小幡[39]）
- 菱池町（1993年、小幡[41]）
- 大谷町（1994年、小幡[36]）
- 小幡常燈（1994年、小幡[35]）
- 小幡南1～3丁目（1994年、小幡[35]）
- 川東山（1994年、川・川上町[47]）
- 喜多山南（1994年、小幡[48]）
- 野萩町（1994年、小幡[49]）
- 喜多山1～2丁目（1996年、小幡・大森[48]）
- 幸心1～4丁目（1998年、幸心・瀬古・大永寺・守山[45]）
- 新守西（1998年、守山・幸心[38]）
- 新守山（1998年、守山・幸心[38]）
- 川西1～2丁目（1998年、瀬古[47]）
- 瀬古1～3丁目（1999年、瀬古、はじめ1～2丁目のみ。3丁目は2000年設置[38]）
- 瀬古東1～3丁目（2000年、瀬古・守山・幸心、はじめ3丁目のみ。1～2丁目は2001年設置[38][WEB 8]）
- 小幡北（2002年、小幡[WEB 9]）
- 翠松園1～3丁目（2002年、小幡[WEB 9]）
- 緑ヶ丘（2002年、小幡・牛牧[WEB 9]）
- 竜泉寺1～2丁目（2003年、吉根[WEB 10]）
- 大森八龍1～2丁目（2004年、大森[WEB 11]）
- 御膳洞（2004年、大森[WEB 11]）
- 大森北1～2丁目（2005年、吉根[WEB 12]）
- 青葉台（2006年、吉根[WEB 13]）
- 青山台（2006年、吉根[WEB 13]）
- 泉が丘（2006年、吉根[WEB 13]）
- 桔梗平1～3丁目（2006年、吉根[WEB 13]）
- 吉根1～3丁目（2006年、吉根[WEB 13]）
- 吉根南（2006年、吉根[WEB 13]）
- 笹ヶ根1～3丁目（2006年、吉根[WEB 13]）
- 鼓が丘1～2丁目（2006年、吉根[WEB 13]）
- 花咲台1～2丁目（2006年、吉根[WEB 13]）
- 日の後（2006年、吉根[WEB 13]）
- 平池東（2006年、吉根[WEB 13]）
- 深沢1～2丁目（2006年、吉根・下志段味[WEB 13]）
- 百合が丘（2006年、吉根[WEB 13]）
- 東禅寺（2022年、下志段味・吉根[WEB 14]）
- 下志段味1～5丁目（2022年、下志段味[WEB 14]）
- 桜坂1～5丁目（2022年、下志段味・吉根[WEB 14]）

### 緑区
緑区は1963年4月1日、同日編入した愛知郡鳴海町の区域より成立した。

緑区成立と同時に旧町域に以下の町が起立した。
愛知郡鳴海町
- 鳴海町

翌年1964年には、以下の2町が編入された。
知多郡大高町
- 大高町

知多郡有松町
それぞれ合併前の大字に「有松町」を冠した。
- 有松町有松
- 有松町桶狭間[注釈 9]

#### その後の町名設置
その後区内では、区画整理や境界変更によって新たな町名が続々と設置された。ここではその町名を以下に列挙する。
- 鳴子町（1964年、鳴海町）
- 作の山町（1968年、鳴海町）
- 鹿山1～3丁目（1968年、鳴海町）
- 潮見が丘1～3丁目（1968年、鳴海町）
- 久方2～3丁目（1973年、鳴海町。2丁目のうち天白区内は昭和区時代に成立している）
- 梅里1～2丁目（1974年、鳴海町）
- 桃山1～4丁目（1974年、鳴海町、はじめ1～2丁目のみ。3～4丁目は1986年設置）
- 長根町（1976年、鳴海町・鳴子町）
- 池上台1～3丁目（1976年、鳴海町・鳴子町）
- 神の倉1～4丁目（1976年、鳴海町）
- 曽根1～3丁目（1976年、鳴海町、はじめ1～2丁目のみ。3丁目は1998年[50]設置）
- 六田1～2丁目（1976年、鳴海町）
- ほら貝1～3丁目（1976年、鳴海町）
- 相川1～3丁目（1977年、鳴海町・鳴子町、はじめ3丁目のみ。1～2丁目は1980年に設置）
- 篠の風1～3丁目（1977年、鳴海町、はじめ2丁目のみ。3丁目が1981年に、1丁目が1986年にそれぞれ設置）
- 青山1～4丁目（1978年、鳴海町・大高町、はじめ1～3丁目のみ。4丁目は2004年設置[WEB 15]）
- 古鳴海1～2丁目（1978年、鳴海町・（天白区）天白町野並、はじめ1丁目のみ。2丁目は1984年に設置）
- 太子1～3丁目（1979年、鳴海町）
- 森の里1～2丁目（1979年、大高町）
- 神沢1～3丁目（1981年、鳴海町）
- 鳴丘1～3丁目（1981年、鳴海町、はじめ1～2丁目のみ。3丁目は1993年[51]設置）
- 松が根台（1981年、鳴海町）
- 浦里1～5丁目（1982年、鳴海町）
- 黒沢台1～5丁目（1982年、鳴海町、はじめ1～3・5丁目のみ。4丁目は1986年設置）
- 乗鞍1～3丁目（1982年、鳴海町、はじめ1～2丁目のみ。3丁目は2008年設置[WEB 16]）
- 左京山（1984年、鳴海町・大高町）
- 漆山（1984年、鳴海町・青山3丁目）
- 旭出1～3丁目（1986年、鳴海町）
- 高根台（1986年、鳴海町）
- 万場山1～2丁目（1986年、鳴海町）
- 上旭1～2丁目（1986年、鳴海町）
- 桶狭間北2～3丁目（1988年、有松町桶狭間[注釈 10]）
- 大高台1～3丁目（1988年、大高町、はじめ1～2丁目のみ。3丁目は2007年[WEB 17]設置）
- 野末町（1989年、有松町桶狭間[注釈 10]）
- 横吹町（1989年、鳴海町）
- 相原郷1～2丁目（1990年、鳴海町、はじめ2丁目のみ。1丁目は1993年[51]設置）
- 尾崎山1～2丁目（1990年、鳴海町）
- 鳥澄1～3丁目（1990年、鳴海町）
- 若田1～3丁目（1990年、鳴海町）
- 藤塚1～3丁目（1991年、鳴海町[52][WEB 18]）
- 鶴が沢1～3丁目（1991年、鳴海町、はじめ1～2丁目のみ[53]。3丁目は2002年[WEB 19]設置）
- 徳重1～5丁目（1991年、鳴海町[53]）
- 滝ノ水1～5丁目（1993年、鳴海町[51]）
- 小坂1～2丁目（1993年、鳴海町[51]）
- 細口1～2丁目（1993年、鳴海町[51]）
- 鴻仏目1～2丁目（1993年、鳴海町[51]）
- 大形山（1993年、鳴海町[51]）
- 篭山1～3丁目（1993年、鳴海町・鴻仏目2丁目、はじめ1丁目のみ[51]。2丁目は1998年[54]に、3丁目は2003年[WEB 20]にそれぞれ設置）
- 平子が丘（1993年、鳴海町[55]）
- 諸の木1～3丁目（1995年、鳴海町、はじめ1丁目のみ[56]。3丁目は2014年[WEB 21]に、2丁目は2018年[WEB 22]にそれぞれ設置）
- 武路町（1997年、有松町桶狭間[57]）
- 鎌倉台1～2丁目（1997年、鳴海町[58]）
- 姥子山1～5丁目（1997年、鳴海町[58]）
- 平手北1～2丁目（1998年、鳴海町[54]）
- 四本木（1998年、鳴海町[50]）
- 有松愛宕（2001年、有松町有松・有松町桶狭間・大高町[WEB 23]）
- 有松三丁山（2001年、有松町有松・有松町桶狭間・大高町[WEB 23]）
- 有松南（2001年、有松町有松・有松町桶狭間・大高町[WEB 23]）
- 緑花台（2001年、有松町桶狭間・大高町[WEB 23]）
- 亀が洞1～3丁目（2002年、鳴海町・鶴が沢1丁目[WEB 19]）
- 兵庫1～2丁目（2002年、鳴海町・神の倉4丁目[WEB 19]）
- 鏡田（2002年、鳴海町[WEB 19]）
- 大清水1～5丁目（2003年、鳴海町[WEB 20]）
- 大清水西（2003年、鳴海町[WEB 20]）
- 砂田1～2丁目（2003年、鳴海町[WEB 20]）
- 平手南1～2丁目（2003年、鳴海町[WEB 20]）
- 八つ松1～2丁目（2003年、鳴海町、はじめ1丁目のみ[WEB 20]。2丁目は2010年[WEB 24]設置）
- 倉坂（2004年、大高町[WEB 15]）
- 西神の倉1～2丁目（2004年、鳴海町[WEB 25]）
- 東神の倉1～3丁目（2004年、鳴海町・（天白区）天白町平針、はじめ1～2丁目のみ[WEB 25]。3丁目は2006年に設置[WEB 18]）
- 赤松（2006年、鳴海町[WEB 18]）
- 白土（2006年、鳴海町[WEB 18]）
- 境松1～2丁目（2007年、鳴海町[WEB 17]）
- 大将ケ根1～2丁目（2007年、鳴海町[WEB 17]）
- 大根山1～2丁目（2008年、大高町[WEB 16]）
- 桶狭間切戸（2009年、有松町桶狭間[WEB 26]）
- 桶狭間清水山（2009年、有松町桶狭間・大高町[WEB 26]）
- 桶狭間神明（2009年、有松町桶狭間・大高町[WEB 26]）
- 桶狭間森前（2009年、有松町桶狭間[WEB 26]）
- 清水山1～2丁目（2009年、有松町桶狭間・大高町[WEB 26]）
- 南陵（2009年、有松町桶狭間[WEB 26]）
- 文久山（2009年、大高町・有松町桶狭間[WEB 26]）
- 有松（2009年、有松町有松・有松町桶狭間・大高町・鳴海町[WEB 26]）
- 桶狭間（2010年、有松町桶狭間[WEB 24]）
- 桶狭間上の山（2010年、有松町桶狭間[WEB 24]）
- 桶狭間南（2010年、有松町桶狭間[WEB 24]）
- 定納山1～2丁目（2012年、大高町[WEB 27]）
- 大清水東（2014年、鳴海町[WEB 21]）
- 水広1～3丁目（2014年、鳴海町[WEB 21]）
- 南大高1～4丁目（2015年、大高町[WEB 28]）
- 茨谷山（2015年、大高町[WEB 28]）
- 忠治山（2015年、大高町[WEB 28]）
- 別所山（2015年、大高町[WEB 28]）
- 高根山1～2丁目（2015年、大高町[WEB 28]）
- 有松幕山（2016年、有松町桶狭間[WEB 29]）
- 桶狭間西（2016年、有松町桶狭間・大高町[WEB 29]）
- 桶狭間巻山（2016年、有松町桶狭間[WEB 29]）
- 熊の前1～2丁目（2017年、鳴海町・亀が洞1丁目[WEB 30]）
- 元徳重1～2丁目（2017年、鳴海町・乗鞍2丁目[WEB 30]）
- 瀬木南（2021年、大高町・南大高4丁目[WEB 31]）
- 東陵（2023年、鳴海町[WEB 32]）

### 名東区
名東区は1975年、千種区・昭和区の各一部より成立した。ここでは設置当時の区内の地名を列挙する。
- 猪高町藤森
- 猪高町猪子石
- 猪高町猪子石原（2001年廃止）
- 猪高町高針
- 猪高町一社
- 猪高町上社
- 植園町
- 扇町
- 代万町
- にじが丘
- 西山本通
- 名東本通
- 神丘町
- 西里町
- 藤巻町
- 神里1～2丁目
- 高間町
- 明が丘
- 朝日が丘
- 小池町
- 宝が丘
- 照が丘
- 富が丘
- 望が丘
- 藤が丘
- 藤香町
- 藤里町
- 藤見が丘
- 豊が丘
- 新宿1～2丁目
- 陸前町
- 野間町
- 石が根町
- 藤森1～2丁目
- 丁田町
- 上社1～5丁目（名東区成立時点では2丁目のみ。4丁目が1976年に、1・3・5丁目が1984年にそれぞれ設置）
- 本郷1～3丁目
- 姫若町
- 一社1～4丁目（名東区成立時点では2・4丁目のみ。1・3丁目は1976年設置）
- 亀の井1～3丁目
- 天白町植田

#### その後の町名設置
その後名東区内での区画整理や境界変更によって新たな町名が続々と設置された。ここではその町名を以下に列挙する。
- 平和が丘1～5丁目（1976年、（名東区）猪高町猪子石・（千種区）田代町・富士見台）
- 八前1～3丁目（1976年、（名東区）猪高町猪子石、はじめ3丁目のみ。1～2丁目は1986年に設置）
- よもぎ台1～3丁目（1976年、（名東区）猪高町猪子石・猪高町上社）
- 高社1～2丁目（1976年、（名東区）猪高町一社・（名東区）猪高町猪子石・猪高町上社）
- 貴船1～3丁目（1976年、（名東区）猪高町一社・猪高町上社、はじめ1丁目のみ。2～3丁目は1984年に設置）
- 社台1～3丁目（1976年、猪高町上社・（名東区）猪高町猪子石・（名東区）猪高町一社）
- 桜が丘（1977年、（名東区）猪高町猪子石）
- 大針1～3丁目（1977年、猪高町高針・新宿1丁目）
- 森孝新田（1979年守山区森孝新田の一部を名東区に編入。名東区部分は1982年藤里町に編入され廃止）
- 極楽1～5丁目（1979年、猪高町高針、はじめ1～3丁目のみ。5丁目が1981年に、4丁目が1986年にそれぞれ設置）
- 名東本町（1980年、猪高町高針・名東本通・（千種区）星ケ丘）
- 西山台（1981年、猪高町高針）
- 松井町（1981年、猪高町高針・新宿1丁目）
- 高柳町（1982年、（名東区）猪高町藤森・小池町・明が丘）
- 藤森西町（1982年、（名東区）猪高町藤森）
- 小井堀町（1984年、（名東区）猪高町藤森・猪高町上社）
- 牧の里1～3丁目（1984年、猪高町高針）
- 高針1～5丁目（1984年、猪高町高針・猪高町一社、はじめ1～2丁目のみ。3～5丁目は1986年に設置）
- 上菅1～2丁目（1984年、猪高町上社・（名東区）猪高町猪子石）
- 社口1～2丁目（1984年、猪高町上社・（名東区）猪高町猪子石）
- 社が丘（1984年、猪高町上社・猪高町一社・猪高町高針）
- 牧の原1～3丁目（1985年、猪高町高針）
- 猪高台1～2丁目（1986年、（名東区）猪高町猪子石・（名東区）猪高町藤森）
- 猪子石1～3丁目（1986年、（名東区）猪高町猪子石）
- 文教台1～2丁目（1986年、（名東区）猪高町猪子石）
- 赤松台（1986年、（名東区）猪高町猪子石）
- つつじが丘（1986年、（名東区）猪高町猪子石）
- 若葉台（1986年、（名東区）猪高町猪子石）
- 山の手1～3丁目（1986年、（名東区）猪高町猪子石）
- 香流1～3丁目（1986年、（名東区）猪高町猪子石）
- 香南1～2丁目（1986年、（名東区）猪高町猪子石）
- 香坂（1986年、（名東区）猪高町猪子石・（名東区）猪高町猪子石原）
- 神月町（1986年、（名東区）猪高町猪子石・（名東区）猪高町猪子石原）
- 引山1～4丁目（1986年、（名東区）猪高町猪子石・（名東区）猪高町猪子石原、はじめ1～2丁目のみ。3～4丁目は1988年設置）
- 延珠町（1986年、（名東区）猪高町猪子石）
- 高針台（1986年、猪高町高針）
- 勢子坊1～4丁目（1986年、猪高町一社・猪高町高針）
- 梅森坂1～5丁目（1987年、猪高町高針・（名東区）天白町植田）
- 梅森坂西1～2丁目（1987年、（名東区）天白町植田）
- 山香町（1995年、猪高町高針・扇町[59]）
- 高針原1～2丁目（1995年、猪高町高針・牧の原3丁目・（天白区）天白町植田[60]）
- 猪子石原1～3丁目（2001年、（名東区）猪高町猪子石原・引山4丁目・（千種区）猪高町猪子石原[WEB 33]）
- 天神下（2001年、（名東区）猪高町猪子石原[WEB 33]）
- 高針荒田（2011年、猪高町高針・山香町・藤巻町2～3丁目・（天白区）植田山3丁目[WEB 34]）

### 天白区
天白区は1975年、昭和区の一部より成立した。ここでは設置当時の区内の地名を列挙する。
- 天白町島田
- 天白町野並
- 天白町植田
- 天白町平針
- 天白町八事
- 一つ山
- 久方1～3丁目（天白区成立時点では1～2丁目のみ。3丁目のうち天白区内は1980年設置）
- 山郷町
- 高坂町
- 御前場町
- 大根町
- 池見1～2丁目
- 元八事1～5丁目
- 中砂町
- 道明町
- 山根町
- 西入町
- 福池1～2丁目
- 野並1～4丁目
- 中坪町
- 井の森町
- 古川町

#### その後の町名設置
その後区内では、区画整理や境界変更によって新たな町名が続々と設置された。ここではその町名を以下に列挙する。
- 赤池（1976年愛知郡日進町赤池の一部を編入。1986年廃止）
- 表台（1977年、（天白区）天白町八事）
- 土原1～5丁目（1978年、天白町島田・山郷町）
- 相川1～2丁目（1980年、天白町野並・（緑区）鳴海町）
- 八事石坂（1980年、（天白区）天白町八事）
- 八事天道（1980年、（天白区）天白町八事）
- 弥生が岡（1980年、（天白区）天白町八事）
- 表山1～3丁目（1980年、（天白区）天白町八事）
- 植田山1～5丁目（1982年、（天白区）天白町植田・（天白区）天白町八事・（名東区）猪高町高針・藤巻町）
- 梅が丘1～5丁目（1982年、（天白区）天白町植田、はじめ2～4丁目のみ。1・5丁目は1997年[61]設置）
- 大坪1～2丁目（1982年、（天白区）天白町植田・（天白区）天白町八事、はじめ1丁目のみ。2丁目は1985年設置）
- 八幡山（1982年、（天白区）天白町八事）
- 御幸山（1982年、（天白区）天白町八事）
- 音聞山（1982年、（天白区）天白町八事・元八事3丁目）
- 高宮町（1983年、天白町島田）
- 島田1～5丁目（1983年、天白町島田、はじめ4丁目のみ。1～3・5丁目は1984年設置）
- 海老山町（1983年、天白町島田）
- 境根町（1983年、天白町野並・天白町島田）
- 池場1～5丁目（1984年、天白町島田・天白町平針）
- 横町（1984年、天白町島田・天白町平針）
- 原1～5丁目（1984年、天白町島田・天白町平針・大根町）
- 中平1～5丁目（1984年、天白町平針、はじめ1～2・5丁目のみ。3・4丁目は1988年設置）
- 塩釜口1～2丁目（1985年、（天白区）天白町植田・（天白区）天白町八事）
- 植田西1～3丁目（1985年、（天白区）天白町八事・（天白区）天白町植田）
- 平針1～5丁目（1986年、天白町平針・荒池1丁目・赤池）
- 向が丘1～4丁目（1986年、天白町平針、はじめ2丁目のみ。1・3丁目が1988年に、4丁目が2009年[WEB 35]にそれぞれ設置）
- 荒池1～2丁目（1986年、天白町平針・平針3丁目・（日進市）赤池町[WEB 36]）
- 井口1～2丁目（1988年、（天白区）天白町植田）
- 植田1～3丁目（1988年、（天白区）天白町植田、はじめ1・3丁目のみ。2丁目は1997年[61]設置）
- 植田南1～3丁目（1988年、（天白区）天白町植田）
- 笹原町（1989年、天白町島田・天白町野並）
- 菅田1～3丁目（1989年、天白町島田）
- 保呂町（1989年、天白町島田）
- 高島1～2丁目（1989年、天白町島田・天白町平針、はじめ1丁目のみ。2丁目は1998年[62]設置）
- 一本松1～2丁目（1990年、（天白区）天白町植田）
- 八事山（1991年、（天白区）天白町八事[63]）
- 焼山1～2丁目（1995年、（天白区）天白町植田・（名東区）猪高町高針、はじめ2丁目のみ[60][64]。1丁目は1997年[61]設置）
- 鴻の巣1～2丁目（1995年、（天白区）天白町植田・（名東区）猪高町高針、はじめ1丁目のみ[60][64]。2丁目は1997年[61]設置）
- 植田東1～3丁目（1997年、（天白区）天白町植田[61]）
- 植田本町1～3丁目（1997年、（天白区）天白町植田[61]）
- 元植田1～3丁目（1997年、（天白区）天白町植田[61]）
- 島田黒石（1998年、天白町島田[62]）
- 島田が丘（1998年、天白町島田[62]）
- 平針台1～2丁目（1998年、天白町平針、はじめ1丁目のみ[62]。2丁目は2004年[WEB 25]設置）
- 平針南1～4丁目（2004年、天白町平針・（緑区）鳴海町、はじめ4丁目のみ[WEB 25]。1～3丁目は2005年設置[WEB 37]）